# كرواتيا
كرواتيا (باللغة الكرواتية: Hrvatska) ‏ تلفظ صربي-كرواتي: [xř̩ʋa:tska:]) رسمياً جمهورية كرواتيا (باللغة الكرواتية: Republika Hrvatska) ‏ ، هي جمهورية برلمانية تقع في جنوب شرق أوروبا. عاصمتها وأكبر مدنها هي زغرب، تبلغ مساحة كرواتيا 56,594 كيلومتراً مربعاً، فيما يبلغ عدد السكان نحو ما يقرب من 3.9 مليون نسمة. ومعظمهم من الكروات، يدين أكثرهم بالكاثوليكية الرومانية وتنقسم البلاد إلى 20 مقاطعة بالإضافة لمدينة زغرب. ولكرواتيا حدود مشتركة مع سلوفينيا والمجر وصربيا والبوسنة والهرسك وجمهورية الجبل الأسود. اللغة الرسمية في كرواتيا هي الكرواتية وهي إحدى اللغات السلافية؛ وعملتها الرسمية هي اليورو ابتداءً من 2023.
لكرواتيا مناخ متنوع بين المناخ القاري في الغالب والمناخ المتوسطي.
في أوائل القرن السابع الميلادي مبكر وصل الكروات لمنطقة كرواتيا الحالية، وأسسوا اثنتين من الدوقيات في القرن التاسع الميلادي. وأصبح الملك توميسلاف أول الملوك عام 925، ورفع كرواتيا لمركز مملكة. احتفظت مملكة كرواتيا بسيادتها لما يقرب من قرنين من الزمان، ووصلت ذروتها في عهد الملوك بيتر كريزيمير الرابع وديميتريوس زفونيمير. دخلت كرواتيا في اتحاد شخصي مع مملكة المجر في عام 1102. وفي 1527، وفي مواجهة الفتح العثماني انتخب البرلمان الكرواتي فرديناند الأول من آل هابسبورغ على العرش الكرواتي. في عام 1918، بعد الحرب العالمية الأولى، كانت كرواتيا جزءً من دولة لم تدم طويلاً هي دولة السلوفينيين والكروات والصرب والتي أعلنت استقلالها من النمسا والمجر ثم شاركت في تأسيس مملكة يوغسلافيا. دولة كرواتيا المستقلة كانت موجودة لفترة وجيزة خلال الحرب العالمية الثانية كدولة دمية فاشية. بعد الحرب، أصبحت كرواتيا عضواً مؤسساً ومكونة للدولة يوغوسلافيا الثانية الاتحادية ودولة اشتراكية. في حزيران 1991، أعلنت كرواتيا استقلالها، ودخل حيز التنفيذ في 8 تشرين الأول من العام نفسه. وقد خاضت كرواتيا الحرب الاستقلال بنجاح خلال السنوات الأربع التي أعقبت إعلان الاستقلال.
متوسط العمر المتوقع ومحو الأمية والتعليم ومستويات المعيشة والمساواة في الدخل في كرواتيا اليوم مرتفعة جداً نسبياً، وتحتل المرتبة العالية بين دول وسط أوروبا من حيث التعليم والصحة ونوعية الحياة والديناميكية الاقتصادية. صندوق النقد الدولي يصنف كرواتيا كاقتصاد ناشئ ونامي، والبنك الدولي يصنفها على أنها اقتصاد دخل مرتفع. كرواتيا عضو في الأمم المتحدة ومجلس أوروبا ومنظمة حلف شمال الأطلسي ومنظمة التجارة العالمية واتفاقية التجارة الحرة لوسط أوروبا (CEFTA) وأحد الأعضاء المؤسسين ضمن الاتحاد من أجل المتوسط. في 2013، أصبحت كرواتيا أحد أعضاء الاتحاد الأوروبي. وقد شاركت في صفوف قوات حفظ السلام التابعة للأمم المتحدة، وقد ساهمت كرواتيا بقوات في بعثة يقودها حلف شمال الأطلسي في أفغانستان وحصلوا على مقعد غير دائم في مجلس الأمن للفترة 2008-2009.
قطاع الخدمات يهيمن على الاقتصاد الكرواتي، يليه قطاع الصناعة والزراعة. تعتبر السياحة مصدراً مهماً للعائدات خلال فصل الصيف، وتحتل كرواتيا في المرتبة الثامنة عشر ضمن الوجهات السياحية الأكثر شعبية في العالم. وتسيطر الدولة على جزء من الاقتصاد، ويد الإنفاق الحكومي كبيراً. الاتحاد الأوروبي هو الشريك التجاري الأكثر أهمية لكرواتيا. منذ عام 2000، استثمرت الحكومة الكرواتية في قطاع البنية التحتية، خصوصاً في طرق المواصلات مع عموم أوروبا. تنتج كرواتيا جزءً مهماً من احتياجاتها من الطاقة من مصادرها الداخلية وتستورد الجزء المتبقي. وتوفر كرواتيا الرعاية الصحية الشاملة ونظام التعليم المجاني الابتدائي والثانوي، وتدعم الثقافة من خلال العديد من المؤسسات العامة والشركات من خلال الاستثمارات في وسائل الإعلام والنشر. الكروات يفتخرون في مساهماتهم الثقافية والفنية والعلمية للعالم، ويتميزون بمطبخهم وانجازاتهم الرياضية.

## أصل التسمية

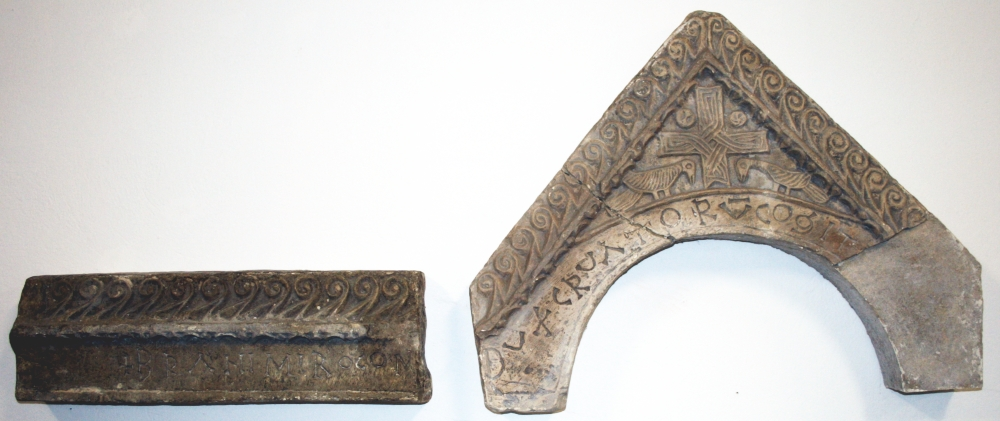
رقيم برانيمير

اسم كرواتيا مستمد من كلمة كرواتيا اللاتينية في القرون الوسطى، من Dux Croatorum (دوق الكروات) وستدل على ذلك برقيم برانيمير، والتي هي أصلا مشتقة من اللغة السلافية الشمالية الغربية (-Xrovat)، والتي نشأت بواسطة الإبدال والإحلال اللغوي لكلمة (-Xorvat) السلافية الشائعة، ويعتقد أنها من السلافية القديمة Xarwāt- (Xъrvatъ) أو Xŭrvatŭ (xъrvatъ). أصل الاسم غير مؤكد، ولكن يعتقد أن يكون الاسم مصطلحاً قوطياً أو هندو-آرياً استخدم لقبيلة سلافية. أقدم اسم قومي كرواتي مسجل محفوظ هو (xъrvatъ)، وهو موثق في لوحة باشكا في نمط (zvъnъmirъ kralъ xrъvatъskъ) (الملك الكرواتي «ديميتريوس زفونيمير»).
وقد استخدم المصطلح اللاتيني لأول مرة في ميثاق الدوق تربيمير عام 852. النسخة الأصلية مفقودة، لكن توجد نسخة محفوظة منذ عام 1568، لذا توجد شكوك حول صحة هذا الادعاء. أقدم حجر منقوش محفوظ منذ القرن التاسع الميلادي هو رقيم برانيمير (وجد بالقرب من بنكوفاتش)، حيث حمل الدوق برانيمير لقب Dux Cruatorvm. الرقيم غير مؤرخ بدقة، ومع ذلك، فقد حكم برانيمير كرواتيا للفترة 879-892.

## التاريخ

### عصور ما قبل التاريخ والعصور القديمة

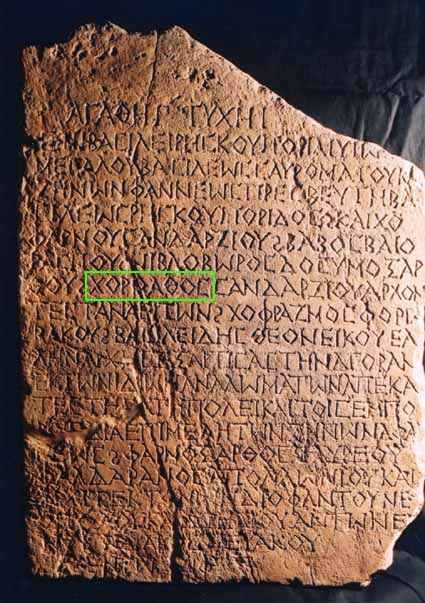
أحد لوحي تانيس، الاسم Khoroáthos موضح بإطار

المنطقة المعروفة باسم كرواتيا اليوم كانت مأهولة بالسكان في فترة ما قبل التاريخ. إذ اُكتشفت حفريات لبشر بدائيون يرجع تاريخها إلى أواسط العصر الحجري القديم في شمال كرواتيا، خاصةً في كرابينا. كذلك عُثِرَّ على بقايا حفريات تعود إلى العصر الحجري الحديث والعصر النحاسي في جميع أنحاء البلاد. أكبر نسبة من المواقع هي في وديان الأنهار في شمال البلاد، ومن أهم الحضارات والثقافات التي وجد آثار لها ستارشيفو وفوشيدول وبادن. كذلك كان للعصر الحديدي آثاره الخاصة التي تعد أوائل ثقافات هالشتات الإيليرية والقلط ولا تين.

### العصر اليوناني والروماني
في وقت لاحق، استقر في المنقطة عناصر من الليبورنيون والإليريون، في حين أُسست أول المستعمرات الإغريقية في جزر كورتشولا وهفار  وفيس. ثم أصبحت البلاد جزءاً من الإمبراطورية الرومانية. وقد بنى الإمبراطور دقلديانوس قصراً كبيراً في سبليت بعد ترك منصبه عام 305. وخلال القرن الخامس، حكم يوليوس نيبوس من أواخر الأباطرة للدولة الرومانية الغربية ما تبقى من الدولة من هذا القصر، والتي انتهت بقدوم غزوات الأفار والكروات في النصف الأول من القرن السابع ومن ثم تدمير كل المدن الرومانية بالبلاد، لدرجة نزوح الناجين إلى مواقع بعيدة نسبياً بالقرب من السواحل وعلى الجبال، فمثلا الناجين إبيداوروس هم من أسسوا مدينة دوبروفنيك فيما بعد.
أصل السلالة البشرية للكروات غير مؤكد، فهناك العديد من النظريات المتنافسة، من أشهرها أن أصلهم سلافي أو إيراني، وإن كان الأصل السلافي هو الرأس الأكثر قبولاً، فبحسب تلك النظرية فإن الكروات البيض قد هاجروا من كرواتيا البيضاء خلال ما يُعرف بعصر الهجرات ما بين 700 و400 قبل الميلاد. أما بحسب النظرية الأخرى بأن الكروات ذوي أصول إيرانية؛ فإنها قد طرحت استدلالاً بلوحي تانيس المنقوش عليها أسماء يونانية تفسر أصول أسماء شعب الكروات؛ وهي خوروواتوس وخورواتوس وخوروتوس (باليونانية: Χορούαθ, Χοροάθος, Χορόαθος).

### العصور الوسطى

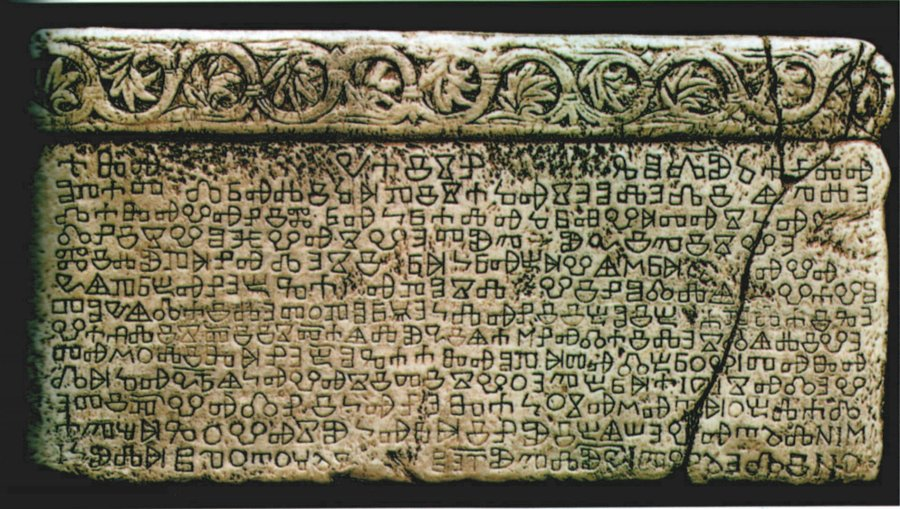
لوح باشكا أقدم مصدر مكتوب بالأبجدية الغلاغوليتسية.

استناداً لمصدر دي أدرمنستراندو إمبيريو المكتوب في القرن العاشر الميلادي في فترة حكم الإمبراطور البيزنطي قسطنطين السابع، وصل الكروات إلى كرواتيا الحالية في بداية القرن السابع الميلادي، إلا أن هذه المعلومة غير موثوقة، لكن النظريات المختلفة تقترح أن يكون وصول الكروات قد حصل ما بين القرنين السادس والتاسع. وقد تشكلت في البداية دوقيتان، وهما دوقية بانونيا ولتورال (الساحلية)، يحكمها ليوديفيت بودافسكي وبورنا، استناداً لوثائق آينهارد التي كتبت ابتداءً من سنة 818. الوثائق تمثل أول سجل لدول إقطاعية كرواتية والتي كانت تابعة لإمبراطورية الفرنجة آنذاك. وانتهت سيطرة الفرنجة في عهد ميسلاف بعد عقدين من الزمن. واستناداً لقسطنطين السابع فقد تنصر الكروات في القرن السابع، ولكن هناك بعض الآراء التي تذكر أن تنصر الكروات كان ابتداءً منذ القرن التاسع. ويعتبر أول حاكم كرواتية الأصل معترف بها من قبل البابا هو دوق برانيمير، حيث سماه البابا يوحنا الثامن بـ («دوق الكروات») عام 879.

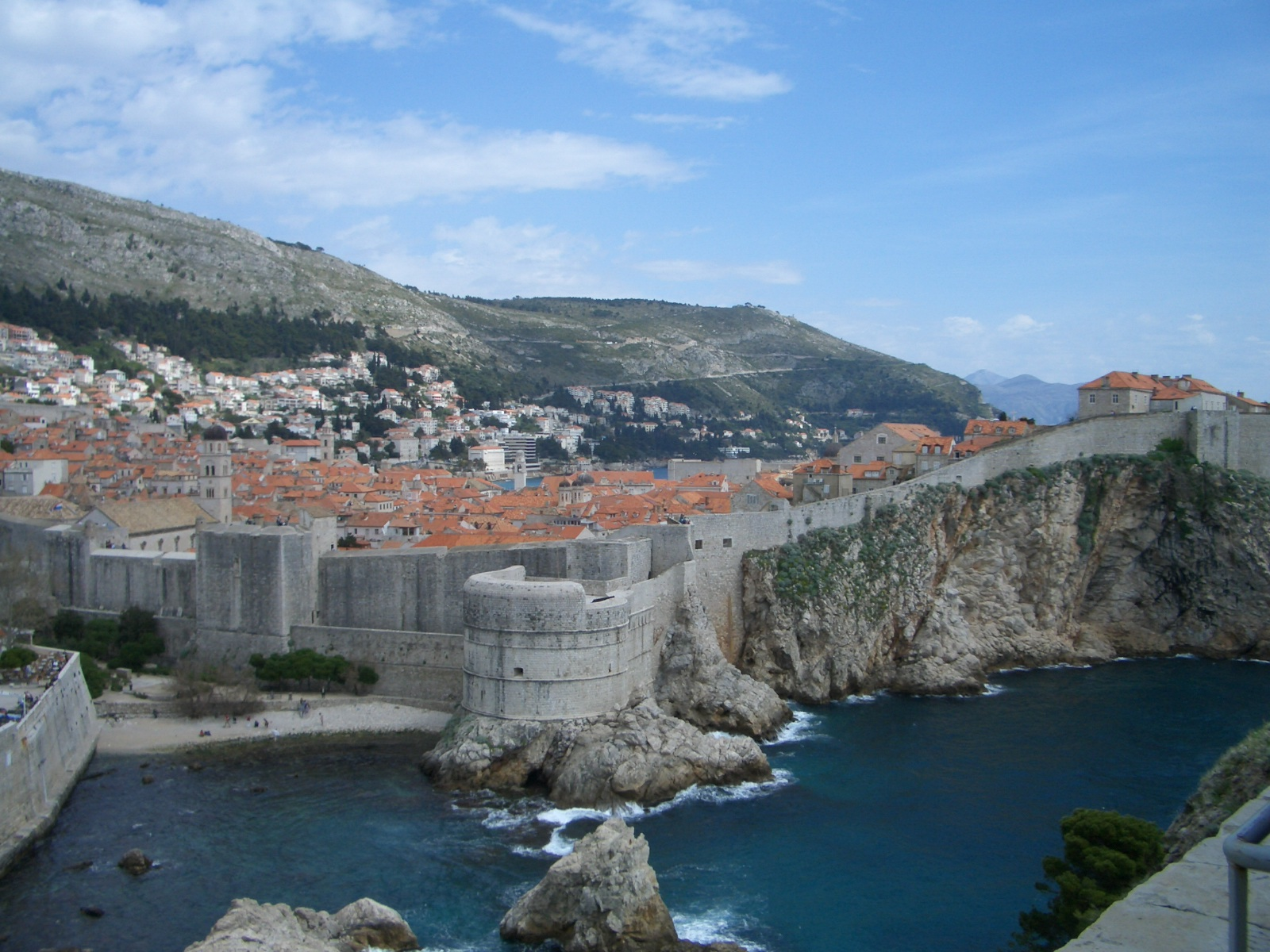
أسوار دوبروفنيك التي تحيط بمدينة دوبروفنيك ووفرت لها الحماية خلال العصور الوسطى وخلال حصار عامي 1991-1992

وكان توميسلاف أول حاكم لكرواتيا أطلق عليه لقب الملك في رسالة من البابا يوحنا العاشر، التي يرجع تاريخها إلى عام 925 في فترة مملكة كرواتيا. هزم توميسلاف الغزوات الهنغارية والبلغارية، وتوسع نفوذ مملكته. في العصور الوسطى بلغت المملكة الكرواتية ذروتها في القرن الحادي عشر خلال العهود من الملوك بيتر كريزيمير الرابع (1058-1074) وديميتريوس زفونيمير (1075-1089). وبوفاة ستيفان الثاني عام 1091 انتهت سلالة تربيميروفيتش، طالب لاديسلاوس الأول ملك هنغاريا بتاج كرواتيا. مما أدى إلى قاد معركة واتحاد شخصي بين كرواتيا وهنغاريا حكمه كولومان في عام 1102.
للقرون الأربعة التالية، حكم مملكة كرواتيا برلمان (سابور) ووالي (بان) يعينهم الملك. وشهدت تلك الفترة توسع الفتوحات العثمانية والنضال ضد جمهورية البندقية من أجل السيطرة على المناطق الساحلية. سيطر البندقيون على معظم دالماسيا عام 1428، باستثناء دولة-مدينة دوبروفنيك المستقلة. أدت الفتوحات العثمانية إلى معركة ساحة كربافا عام 1493 ومعركة موهاج عام 1526، التي انتهت بانتصارات عثمانية حاسمة. توفي الملك لويس الثاني في موهاج، وفي عام 1527، اختار برلمان سيتين فرديناند الأول من آل هابسبورغ حاكماً جديداً لكرواتيا، بشرط توفير الحماية لكرواتيا ضد الامبراطورية العثمانية، مع احترام حقوقها السياسية. وشهدت هذه الفترة ظهور طبقة النبلاء المحليين مثل عائلة فرانكوبان وعائلة شوبيك وبروز العديد من المسؤولين من العائلتين.

### مملكة هابسبورغ والنمسا المجر

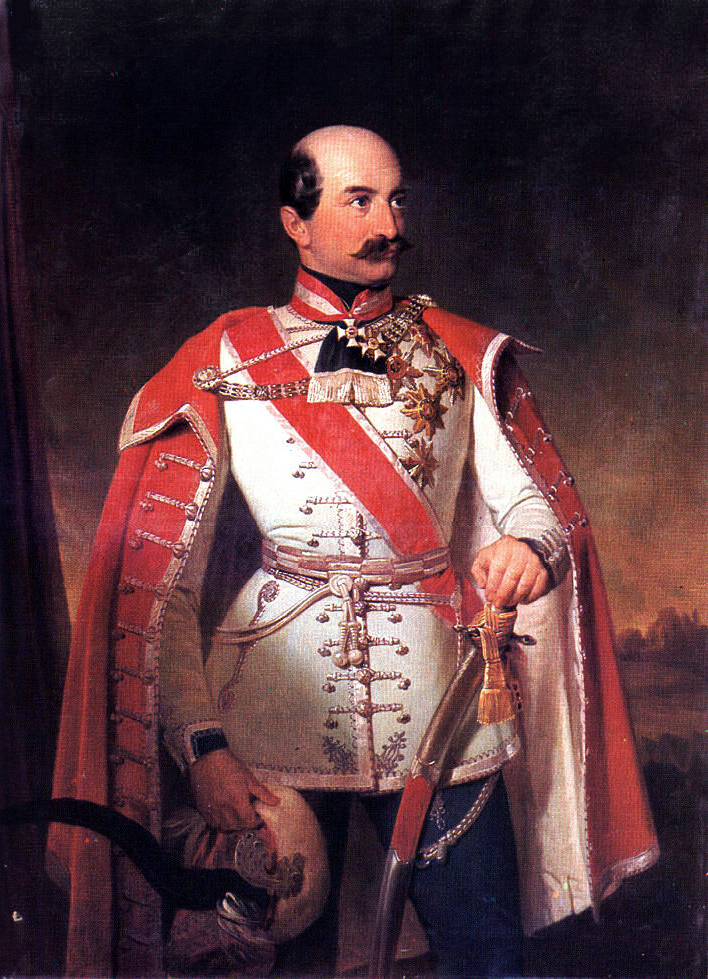
يوسب يلاتشيتش، بان كرواتيا الذي حارب الهنكاريين عامي 1848 و 1849.

بعد الانتصارات العثمانية الحاسمة، قسمت كرواتيا إلى أقاليم مدنية وعسكرية في عام 1538. بعد ذلك صارت الأراضي العسكرية تعرف باسم الحدود الكرواتية العسكرية ويحكمها الإمبراطور النمساوي مباشرة. واصل العثمانيون التقدم في الأراضي الكرواتية حتى معركة عام 1593 في سيساك، وهي أول هزيمة حاسمة تلحق العثمانيين وتحقق الاستقرار على الحدود. خلال الحرب التركية الكبرى (1667-1698) سيطرت سلافونيا على غرب البوسنة، التي كانت جزءً من كرواتيا قبل الفتح العثماني، وبقيت خارج سيطرة الكرواتية. والحدود الحالية بين البوسنة وكرواتيا هي نتيجة لتلك المعارك. كذلك دالماسيا، وهي الجزء الجنوبي، قد حددت نتيجة الحروب بين الدولتين العثمانية والبندقية الخامسة والسابعة. الحروب العثمانية الكرواتية تسببت بتغييرات ديموغرافية كبيرة. هاجر الكروات نحو النمسا وويعرفون حالياً بكروات بورغنلاند حيث يسكنون بورغنلاند. دعا الحكام من عائلة هابسبورغ السكان الأرثوذكس في البوسنة وصربيا للتطوع في الخدمة العسكرية على الحدود الكرواتية العسكرية لاستبدال الكروات الفارين منها. بلغت هجرة الصرب ذروتها إلى هذه المنطقة خلال الهجرات الصربية الكبرى في أعوام 1690 و1737-1739.
احتلت الإمبراطورية الفرنسية الأولى تدريجياً كامل الساحل الشرقي للبحر الأدرياتيكي وجزء كبير من الأراضي داخل الساحل وقضت على جمهوريتي البندقية وراغوزا وأنشأت مقاطعات إيليرية بين عامي 1797 و1809. فردت البحرية الملكية البريطانية بفرض حصار بحري على البحر الأدرياتيكي أدت لمعركة ليسا عام 1811. استولى النمساويون على المقاطعات الإيليرية عام 1813 وضموها للإمبراطورية النمساوية بعد مؤتمر فيينا في عام 1815. هذا أدى إلى تشكيل مملكة دالماسيا واستعادة مملكة كرواتيا لساحلها، والتان صارتا تحت تاج واحد.
شهدت ثلاثينات وأربعينات القرن التاسع عشر حركات قومية رومانسية مستوحاة من النهضة الوطنية الكرواتية، تدعو جميع السلاف الجنوبيين للإتحاد ثقافياً وسياسياً في إمبراطورية. تركيزها الأساسي هو إنشاء لغة قياسية تواجه المجرية مع تعزيز الأدب والثقافة الكرواتية. وقف الكروات خلال الثورة المجرية عام 1848 إلى جانب النمسا، بان كرواتيا يوسب يلاتشيتش ساعد على هزيمة القوات المجرية في عام 1849، وقاد فترة من سياسة الألمنة. وبحلول ستينات القرن التاسع عشر، بدا فشل هذه السياسة، مما أدى إلى التسوية النمساوية المجرية عام 1867، وإنشاء اتحاد شخصي بين تاجي الإمبراطورية النمساوية ومملكة المجر. التسوية منحت كرواتيا للمجر، ثم حل وضع كرواتيا من خلال التسوية الكرواتية المجرية عام 1868، عندها اتحدت ممالك كرواتيا وسلافونيا. وظلت مملكة دالماسيا تحت السيطرة النمساوية بحكم الأمر الواقع، أما رييكا في منحت حالة منفصلة (Corpus separatum) في عام 1779. بعد احتلال النمسا والمجر لأراضي البوسنة والهرسك بعد معاهدة برلين عام 1878 ألغيت الحدود العسكرية الكرواتية واستعادت كرواتيا تلك الأراضي في عام 1881. بذلت الجهود بعد ذلك لإستعادة النمسا والمجر، لستعيد كرواتيا ضمن دولة اتحادية لكنها فشلت بحلول الحرب العالمية الأولى.

### مملكة يوغسلافيا والحرب العالمية الثانية

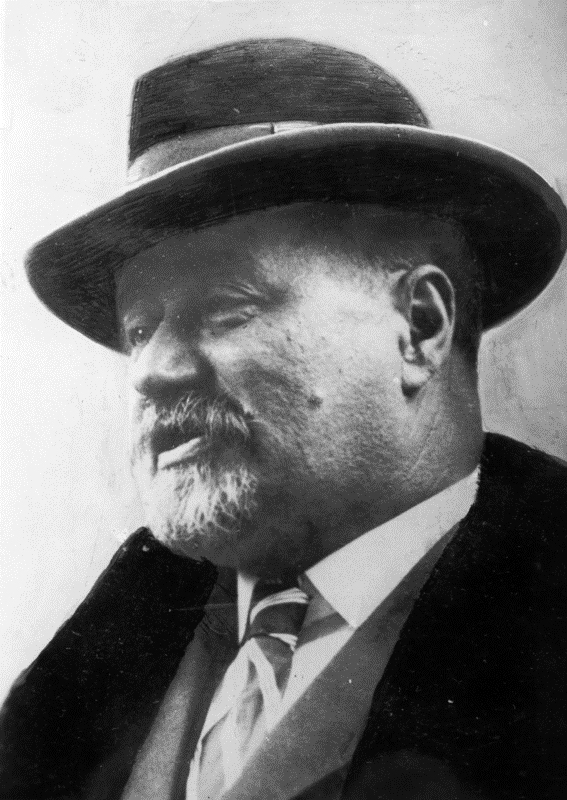
ستيبان راديتش قائد حزب الفلاحين الكرواتي (HSS)

في 29 أكتوبر 1918، أعلن البرلمان الكرواتي الاستقلال والانضمام إلى دولة السلوفينيين والكروات والصرب التي شكلت حديثاً والتي بدورها دخلت في اتحاد مع مملكة صربيا في 4 كانون الأول 1918 لتشكيل مملكة الصرب والكروات والسلوفينيين. دستور عام 1921 عرف الدولة بأنها دولة مركزية، وإلغى التقسيمات الإدارية التاريخية فانتهى فعلياً الإقليم الكرواتي ذي الحكم الذاتي. وقد عارض حزب الفلاحين الكرواتي (HSS) الدستور الجديد، وهذا الحزب كان أكثر الأحزاب السياسية تأييداً في كرواتيا ويزعمه ستيبان راديتش. تدهور الوضع السياسي واغتيل راديتش في الجمعية الوطنية في عام 1928، مما أدى إلى ديكتاتورية الملك ألكسندر في كانون الثاني عام 1929. الديكتاتورية انتهت رسمياً في عام 1931 عندما فرض الملك دستوراً أشد وحدوية، وتغيير اسم البلاد إلى يوغسلافيا. واصل حزب الفلاحين الكرواتي الذي يقوده فلادكو ماتشيك الدعوة إلى دولة اتحادية في يوغوسلافيا، نتج عنه اتفاق سفيتكوفيتش-ماتشيك في آب 1939، وتأسيس بانوفينا كرواتيا ذاتية الحكم. احتفظت الحكومة اليوغسلافية السيطرة على الدفاع والأمن الداخلي والشؤون الخارجية والتجارة، والنقل، بينما تركت أمور أخرى إلى البرلمان الكرواتي وحكام المناطق.
في نيسان 1941، احتلت ألمانيا وإيطاليا يوغوسلافيا. في أعقاب الغزو، أنشئت دولة كرواتيا المستقلة من أجزاء من كرواتيا والبوسنة والهرسك، ومنطقة سيريم، وهذه الدولة كانت ألعوبة في يد النازيين. وضمت إيطاليا أجزاء من دالماسيا من وضمت المجر مناطق شمال كرواتيا وتضم بارانيا وميجيموريا. وكان على رأس النظام دولة كرواتيا المستقلة أنتي بافليتش وهو قومي متطرف أوستاشي. سن هذا النظام المعادي للسامية قوانين شنت حملة تطهير عرقي وإبادة جماعية ضد السكان الصرب والغجر، والتي تركزت في معسكرات اعتقال ياسينوفيتش وستارا غراديسكا. وتشير التقديرات إلى أنه من أصل 39000 اليهود في البلاد نجا 9000 فقط، إما بقية فقد قتلوا أو رحلوا إلى ألمانيا، سواء من جانب السلطات المحلية والجيش الألماني نفسه. تختلف المصادر الكرواتية والصربية على الأرقام الحقيقية. لكن تشير القديرات إلى مقتل ما مجموعه نحو 320000 إلى 334000 صربياً في الإقليم المكون حالياً من كرواتيا والبوسنة والهرسك والتي كانت تشكل دولة كرواتيا المستقلة، وهؤلاء قتلوا بواسطة النظام، بوصفهم أعضاء في المقاومة المسلحة، أو كمتعاونين مع دول المحور. المجموع الكلي المقدر لضحايا الصرب في جميع أنحاء يوغوسلافيا في الحرب كان حوالي 537,000 قتيلاً. وفي الوقت ذاته، قدر عدد الكروات قد لقوا مصرعهم خلال الحرب العالمية الثانية بحوالي 200,000 قتيلاً.
حركة مقاومة ظهرت بعد ذلك بقليل، في 22 يونيو 1941 تم تشكيل تنظيم سيساك الحزبي الأول بالقرب من سيساك، وهو أول وحدة عسكرية شكلتها حركة مقاومة في أوروبا المحتلة. أثارت هذه بداية لحركة أنصار يوغسلافيا، وهي حركة شيوعية متعددة الأعراق المضادة للفاشية مقاومة يقودها جوزيف بروز تيتو. نمت الحركة بسرعة، وحصلت الحركة على اعتراف الحلفاء في مؤتمر طهران في كانون الأول 1943. وقد سيطرت حركة أنصار يوغسلافيا على المناطق الحدودية في إيطاليا والنمسا في شهر أيار عام 1945 (كترييستيفي إيطاليا وكيرنتن في النمسا) بسبب دعم الحلفاء في مجال الخدمات اللوجستية والمعدات والتدريب والقوة الجوية، وساعدوا القوات السوفياتية في الهجوم على بلغراد عام 1944. وانعكست التطلعات السياسية في تأسيس المجلس الشعبي الوطني المضاد للفاشية لتحرير كرواتيا (ZAVNOH)، والتي صارت في عام 1943 ممثلة للدولة الكرواتية وتحويلها إلى البرلمان كرواتيا في عام 1945، أما المجلس الشعبي المضاد للفاشية لتحرير يوغسلافيا (AVNOJ) فهو نظير الحركة على مستوى يوغوسلافيا.

### يوغسلافيا الإتحادية والإستقلال

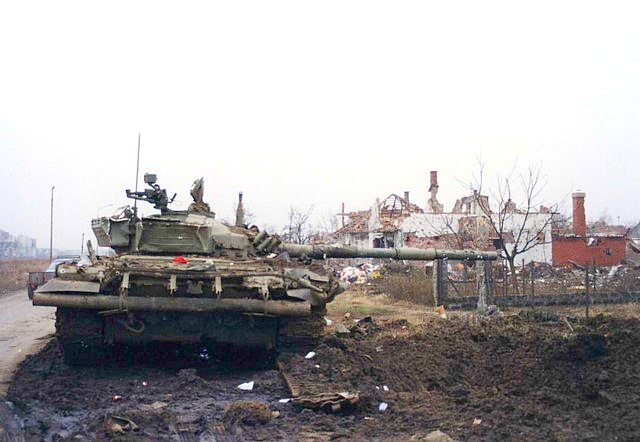
دبابة يوغسلافية مدمرة خلال معركة فوكوفار

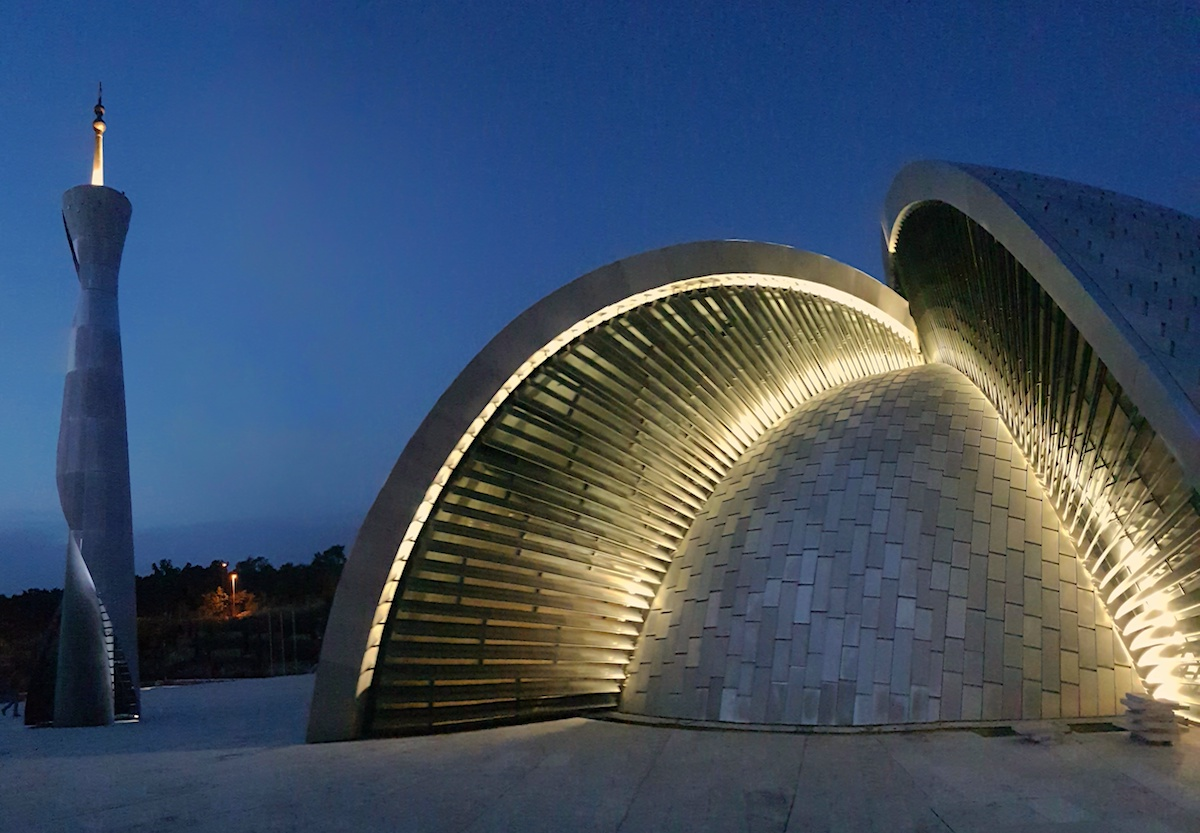
جامع، رييكا

أصبحت كرواتيا بعد الحرب العالمية الثانية إحدى جمهوريات جمهورية يوغسلافيا الاشتراكية الاتحادية وتسمى بجمهورية كرواتيا الاشتراكية وحكمها حزب واحد شيوعي، لكنها تمتعت بقدر من الحكم الذاتي داخل الاتحاد اليوغسلافي. في عام 1967، نشر مجموعة من الكتاب واللغويين الكرواتية إعلانا بشأن وضع واسم من اللغة القياسية الكرواتية وطالبوا بمزيد من الاستقلالية للغة الكرواتية. ساهم الإعلان في حركة وطنية تسعى لحقوق مدنية أكبر وتحقيق اللامركزية في الاقتصاد اليوغوسلافي بلغت ذروتها في في الربيع الكرواتي عام 1971، وقمعتها القيادة اليوغوسلافية. ومع ذلك، أعطى الدستور اليوغوسلافي لعام 1974 المزيد من الحكم الذاتي للوحدات الإتحادية، وتحقيق الهدف الأساس من الربيع الكرواتي، وتوفير أساس قانوني لاستقلال الهيئات الإتحادية.
توتر وتدهور الوضع السياسي في يوغوسلافيا في ثمانينات القرن العشرين بعد نشر مذكرة الأكاديمية الصربية للعلوم والفنون (سانو) عام 1986 وحدثت الانقلابات العسكرية عام 1989 في فويفودينا وكوسوفو والجبل الأسود. تجزأ الحزب الشيوعي مع تجزؤ يوغسلافيا في كانون الثاني 1990، وقد طالب الفصيل الكرواتي يطالب باتحاد مرن. وفي نفس العام، أجريت أول انتخابات متعددة الأحزاب في كرواتيا، كما أن فوز فرانيو توجمان رفع حدة التوتر. ترك صرب كرواتيا البرلمان الكرواتي وأعلنوا الحكم الذاتي في المناطق التي أعلنوها لاحقاً جمهورية كرايينا الصربية غير المعترف بها، وعزموا على تحقيق الاستقلال عن كرواتيا. واشتد التوتر عندما أعلنت كرواتيا استقلالها في حزيران 1991، إلا أن الإعلان دخل حيز التنفيذ في 8 تشرين الأول 1991.
وتصاعد التوتر في حرب الاستقلال الكرواتية عندما هاجمت كرواتيا وحدات مختلفة من جيش يوغسلافيا الشعبي وقوات شبه عسكرية صربية. وبحلول نهاية عام 1991، خاضت هذه القوات حربا مكثفة شديدة وبجبهة واسعة خفضت سيطرة كرواتيا إلى حوالي ثلثي الإقليم. وفي 15 كانون الثاني 1992، اكتسبت كرواتيا اعتراف دبلوماسي من قبل أعضاء السوق الأوروبية المشتركة ثم الأمم المتحدة. وانتهت الحرب فعلياً في عام 1995 بنصر حاسم لكرواتيا في آب 1995. أعيدت بقية المناطق المحتلة لكرواتيا وفقاً لاتفاق إردوت في تشرين الثاني 1995 التي تم الانتهاء من تنفيذها في كانون الثاني عام 1998.

## الجغرافيا

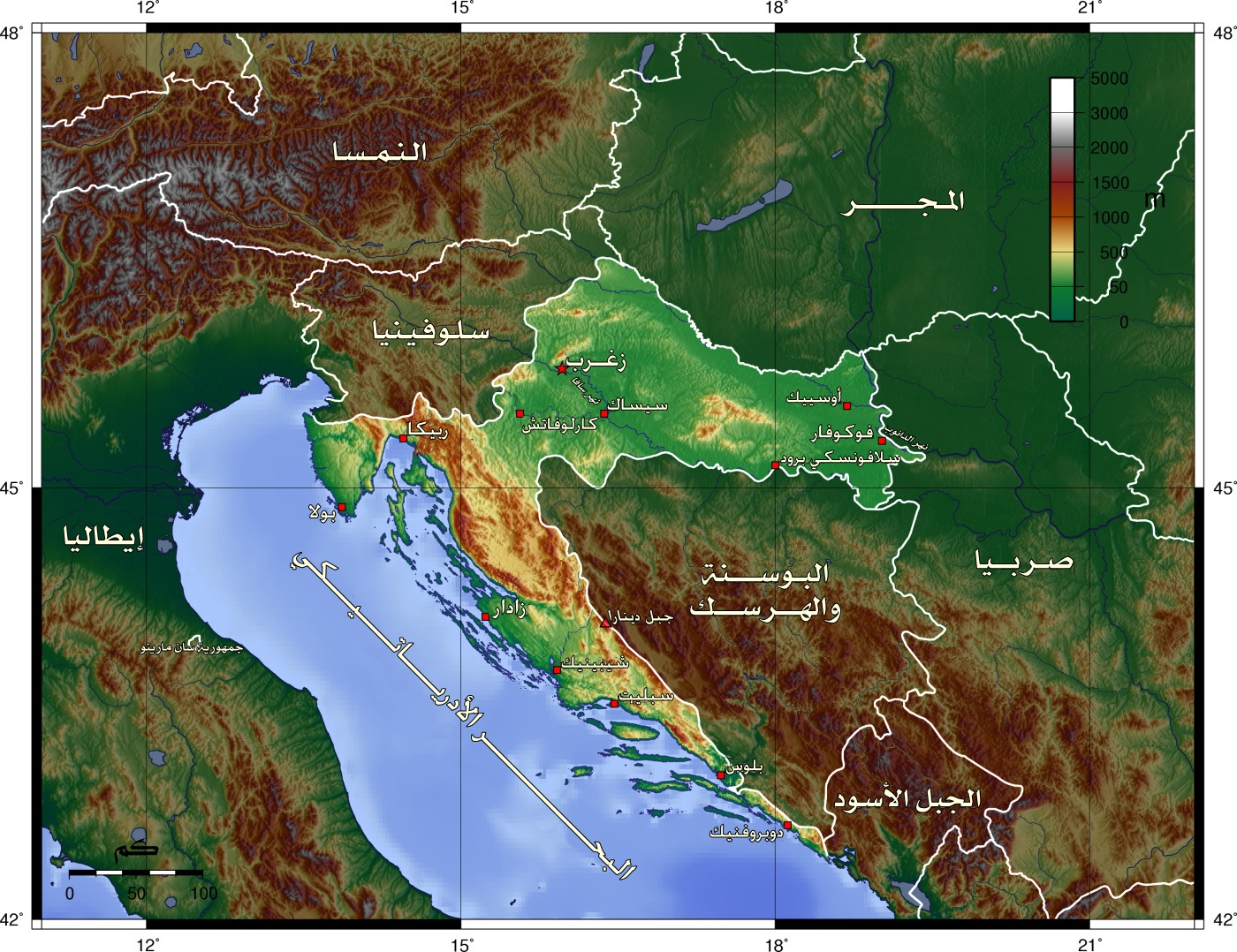
خريطة طبوغرافية لكرواتيا.

تعد كرواتيا جزء من أوروبا الوسطى وجنوب شرق أوروبا، كذلك هي جزء من منطقة البلقان. تغطي أراضي كرواتيا مساحة 56,594 كيلومتر مربع (21,851 ميل مربع)، مما يضعها في الترتيب رقم 127 بين الدول الأكبر في العالم من حيث المساحة. تحدها البوسنة والهرسك وصربيا من الشرق، وسلوفينيا من الغرب، والمجر من الشمال، والجبل الأسود والبحر الأدرياتيكي من جهة الجنوب، وتقع في معظمها بين خطي عرض 42° و47° شمالاً، وخطي طول 13° و20° شرقاً. تشمل المياه الإقليمية الكرواتيّة مساحة 18,981 كم2 (7,329 ميل مربع)؛ بعمق 12 ميلاً بحرياً (22 كم أو 14 ميل)، وتضم مياهها الداخلية الواقعة ضمن خط الأساس عمق إضافي يُقدّر بـ 12,498 كيلومتر مربع (4826 ميل مربع).
يبلغ طول الحدود الكراوتية مع جيرانها حوالي 2197 كم: منها 670 كم مع سلوفينيا، 329 كم مع المجر، 932 كم مع البوسنة والهرسك، 266 كم مع صربيا والجبل الأسود. أعلى الجبال ارتفاعًا هي جبال دينارا (1831 متر)، تريغلاف (1913 متر)، سنيزنيك (1796 متر)، هناك عشرين قمة جبل يبلغ ارتفاعها أعلى من 1500 متر. نهر درافا ونهر سافا هي أهم أنهار البلاد.
يظهر كل من سهل بانونيا وجبال الألب الدينارية معاً جنباً إلى جنب كشريط طولي موازي لحوض البحر الأدرياتيكي، فهما يخترقان الدول المُطلة على البحر. أي أنهما يُمثلان أجزاء كبيرة من جيومورفولوجية كرواتيا. الأراضي المنخفضة لها النصيب الأكبر في تشكيل سطح كرواتيا، رغم ذلك تظهر ارتفاعات أقل من 200 متر (660 قدم) فوق مستوى سطح البحر في 53,42% من مساحة البلاد. تُظهر الخريطة معظم الأراضي المنخفضة في المناطق الشمالية؛ وخاصة في سلافونيا، وهي نفسها جزء من سهل بانونيا. يُعتقد أن تناثر السهول مع هياكل النتق والصدوع الأخدودية قد كسر سطح بحر بانونيا البليوسيني كما حدث للجزر المواجهة. عُثِرَّ على أكبر كثافة لها على ارتفاعات عالية نسبياً في مناطق ويكا وغورسكي كوتار في جبال الألب الدينارية. ولكن عموماً؛ توجد مناطق مرتفعة في جميع مناطق كرواتيا إلى حد ما. جبال الألب الدينارية تضم أعلى جبل في البلاد وهو جبل كوتار؛ الذي يبلغ ارتفاعه 1,831 متر (6,007 قدم). باقي الجبال الموجودة في كرواتيا يبلغ ارتفاعها أعلى من 1,500 متر (4,900 قدم). الساحل الكرواتي المُطل على البحر الأدرياتيكي يبلغ طوله 1,777.3 كم (1,104.4 ميل)، أما سواحل الجزر المواجهة للساحل الأساسي -والتي يبلغ عددها 1,246 جزيرة- فيبلغ طولها إجمالاً 4,058 كيلومتراً (2,522 ميل). الظواهر التضاريسية الكارستية تُشكّل حوالي نصف مساحة كرواتيا، ويظهر ذلك بصورة جليّة؛ خاصةً في جبال الألب الديناريّة والمناطق الساحليّة والجزر المواجهة لها. وهناك عدد من الكهوف العميقة في كرواتيا، 49 منها أعمق من 250 متر (820.21 قدم)، 14 منهم أعمق من 500 متر (1,640.42 قدم) وثلاثة أعمق من 1,000 متر (3,280.84 قدم).
يعتبر 62% من أراضي كرواتيا من ضمن أراضي تصريف حوض البحر الأسود. وتضم المنطقة أكبر الأنهار التي تتدفق في البلاد مثل أنهار الدانوب وسافا ودرافا. ما تبقى ينتمي إلى تصريف حوض البحر الأدرياتيكي، وأكبر الأنهار تصريفاً فيه هو نهر نيريتفا. البحيرات الأكثر شهرة كرواتيا هي بحيرات بليتفيتش، وهو نظام مائي مكوّن من 16 بحيرة وشلال. وتشتهر البحيرات بألوانها المميزة، بدءاً من الفيروزي إلى الأخضر النعناعي والرمادي أو الأزرق.
الموارد الطبيعية بالبلاد موجودة بكميات كبيرة بما يكفي لللتصنيع والإنتاج، وتشمل النفط والفحم والبوكسيت وخام الحديد منخفض الدرجة، بجانب الكالسيوم والجبس والأسفلت الطبيعي والسيليكا والميكا والطين والملح والطاقة الكهرمائية.

### المناخ

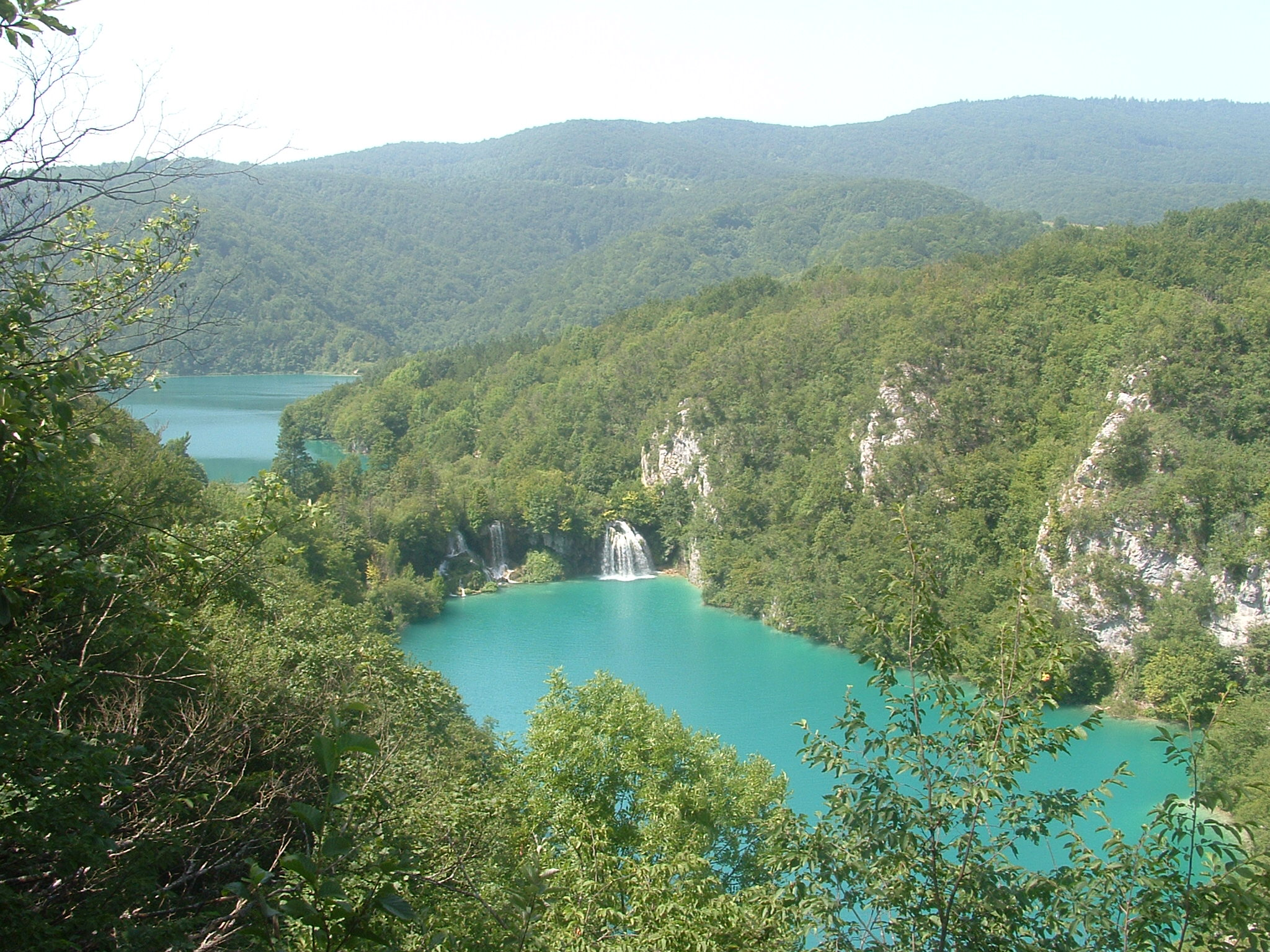
بحيرات بليتفيتش، من مواقع التراث العالمي لليونسكو.

تتميز معظم أنحاء كرواتيا بمناخ معتدل دافئ وقاري ممطر بحسب تصنيف كوبن للمناخ. تتراوح درجات الحرارة في المتوسط شهرياً بين -3° مئوية (27° فهرنهايت) (في يناير) و18° مئوية (64° فهرنهايت) (في يوليو). أبرد مناطق البلاد هي ليكا وغورسكي كوتار، حيث يظهر الجليد بالغابات على ارتفاعات فوق 1200 متر (3900 قدم). أكثر مناطق كرواتيا دفئاً تقع على ساحل البحر الأدرياتيكي؛ خصوصاً في المناطق النائية، والتي تتمتع بمناخ البحر المتوسط المحافظة على مستويات لدرجات الحرارة. وبناءً على ذلك، تظهر ذروة درجات الحرارة في المناطق القارية: أقل درجة حرارة سُجِلت كانت -35.5° مئوية (-31.9 ° فهرنهايت) يوم 3 فبراير عام 1919 في تشكوفيكس (بالكرواتية: Čakovec)، وأعلى درجة حرارة كانت 42.4° مئوية (108.3° فهرنهايت) تم تسجيلها في 5 يوليو عام 1950 في كارلوفاك (بالكرواتية: Karlovac).
هطول الأمطار المعدل السنوي يتراوح بين 600 إلى 3500 ملليمتر بحسب المنطقة الجغرافية ونمط المناخ السائد. يُسَجَّل أقل هطول للأمطار في الجزر الخارجية (فيس، بيشيفو، لاستوفو، سفيتاك) وفي الأجزاء الشرقية من سلافونيا، ومع ذلك تحدث هذه الحالة خلال موسم النمو الزراعي. ويلاحظ أن معظم الأمطار تهطل على جبال دينارا وفي غورسكي كوتار.
الرياح السائدة في المناطق الداخلية هي خفيفة إلى معتدلة شمال شرقأ أو جنوب غرب المنطقة الساحلية، ويتم تحديد الرياح السائدة بحسب السمات الجغرافية للمناطق المحلية. وغالباً ما تسجل أعلى سرعات الرياح في الأشهر الباردة على طول الساحل، مثلما يحدث عموماً في بوراس (بالكرواتية: Buras) أو أقل في كثير من الأحيان كما في سيروكوس (بالكرواتية: Siroccos). أكثر المناطق المشمسة في البلاد هي الجزر الخارجية: هفار وكوركولا، حيث سجلت أكثر من 2700 ساعة من أشعة الشمس سنوياً، تليها منطقة جنوب البحر الأدرياتيكي بشكل عام وشمال ساحل البحر الأدرياتيكي وسلافونيا، ويُسجل في هذه المناطق أكثر من 2000 ساعة من أشعة الشمس سنوياً.

### التنوع الأحيائي

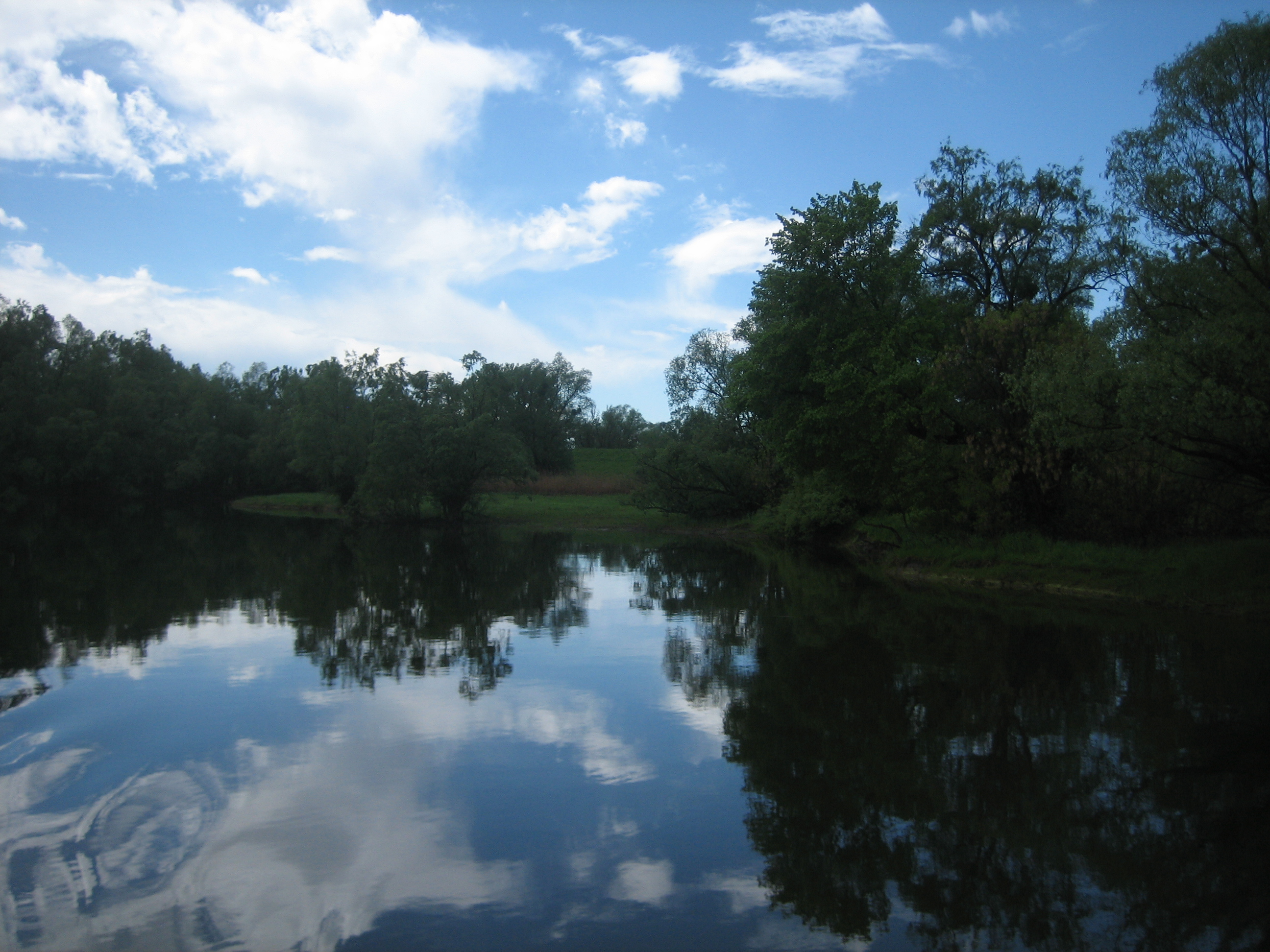
محمية كوباتشاكي ريت، واحدة من أكبر المناطق الرطبة في أوروبا.

يمكن تقسيم كرواتيا إلى عدد من المناطق الأحيائية بسبب مناخها وجيومورفولوجيتها، وبناءً على ذلك، تعد البلاد واحدة من أغنى بلدان في أوروبا من حيث التنوع الأحيائي. هناك أربعة أنواع من المناطق الجغرافية الحيوية في كرواتيا: البحر المتوسط على طول الساحل والمناطق الداخلية لخط الساحل مباشرةً، وجبال الألب في معظم ليكا وغورسكي كوتار، وبانونيا على طول نهر الدانوب ودرافا، وبقية المناطق القاريّة. أهم المواطن هي الكارستية، وخاصةً المناطق الكارستية المغمورة، مثل أودية وزرمانيا كركا وحواجز توفا، فضلاً عن المواطن الموجودة تحت الأرض. الجيولوجيا الكارستية أنتجت ما يقرب من 7000 منجم وكهف، ويسكن عدد كبير منها من الـ troglobitic (والتي تقطن الكهوف فقط) مثل حيوان الأولم؛ وهو سمندل الكهف. الغابات كذلك تشمل مساحات شاسعة من يابس البلاد، حيث أنها تغطي 26487.6 كيلو متر مربع (10226.9 ميل مربع) أي ما يمثل 46.8% من مساحة أراضي كرواتيا. هناك أنواع أخرى لمواطن الكائنات الحية في الأراضي الرطبة والأراضي العشبية والمستنقعات، كذلك في الفينات والشجيرات. أيضاً هناك مواطن ساحلية ومواطن بحرية.

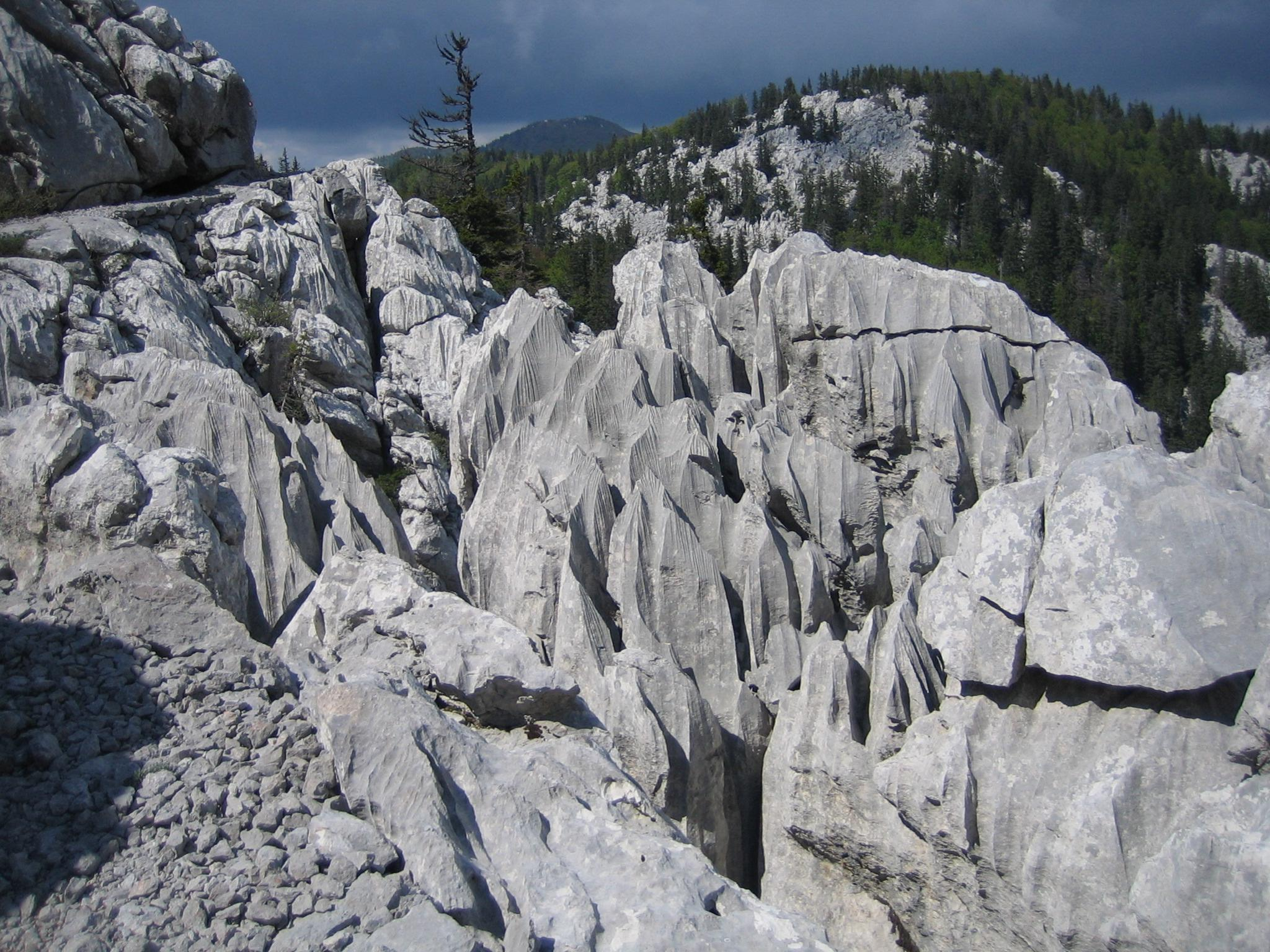
صخور كارستية في محمية شمال فيليبيت الوطنية.

بحسب علم الجغرافيا النباتية، كرواتيا تعد جزءاً من المملكة الشمالية، وعلى وجه التحديد فهي جزء من المناطق الإيليرية والمناطق الوسطى الأوروبية ومنطقة البحر الأدرياتيكي الذي يعتبر جزي من منطقة إقليم البحر المتوسط. الصندوق العالمي لحماية الطبيعة في كرواتيا قسَّم الأرض إلى ثلاث مناطق حيوية: الغابات المختلطة في بانونيا، والغابات المختلطة في جبال الألب الدينارية، والغابات النفضية الإيليرية. المجال الحيوي البيئي في كرواتيا يتضمن ذوات الأوراق العريضة المعتدلة المناخ في الغابات المختلطة وغابات البحر الأبيض المتوسط، وغابات الشجيرات؛ كلها تعد في مملكة بالياركتيك البيئية.
في كرواتيا وحدها 38,226 نوعاً من الكائنات الحية المعروفة، منها 2.8% متوطنة في البلاد، ويقدر العدد الفعلي (بما في ذلك الأنواع غير المكتشفة) بين 50,000 و100,000 نوع. ويدعم هذا التقدير ما يقرب من 400 من الأنواع الجديدة من اللافقاريات التي اكتشفت في كرواتيا ما بين عاميّ 2000 و2005 فقط. هناك أكثر من ألف من الأنواع المتوطنة، وخاصة في فيليبيت وجبال بيوكوفو وجزر البحر الأدرياتيكي والأنهار الكارستية. والقوانين الكرواتية تتكفل بحماية 1131 نوع. يتطون في البلاد عدد منأصناف النباتات الأصلية وأيضاً بالنسبة للحيوانات الأليفة، فهي تشمل خمس سلالات من الخيول، وخمس سلالات من الماشية، وثمانية سلالات من الأغنام، واثنين من سلالات الخنازير وسلالة الدواجن. حتى السلالات الأصلية تشمل تسعة مهددة بالانقراض.
هنالك 444 محمية كرواتية تشمل 8.5% من إجمالي مساحة البلاد. تشمل 8 متنزهات وطنية، و2 منتزه احتياطي، و11 متنزه طبيعي وتمثل حوالي 78% من إجمالي مساحة المحميات. المنطقة الأكثر شهرة وأقدم حديقة وطنية في كرواتيا هي محمية بحيرات بليتفيتش الوطنية، وتعد كذلك من مواقع التراث العالمي لليونسكو. محمية فيليبيت هي جزء من برنامج الإنسان والمحيط الحيوي. تُدار الاحتياطيات بشكل خاص وصارم، فضلاً عن المتنزهات الوطنية والطبيعية، وتتم حمايتها من قِبَل الحكومة المركزية في زغرب، في حين تتم إدارة المناطق المحمية الأخرى من قِبَل المقاطعات. في عام 2005، تم وضع الشبكة الوطنية البيئية كخطوة أولى تمهيداً لعضوية الاتحاد الأوروبي والانضمام إلى شبكة الطبيعة 2000.

## السياسة والحكومة

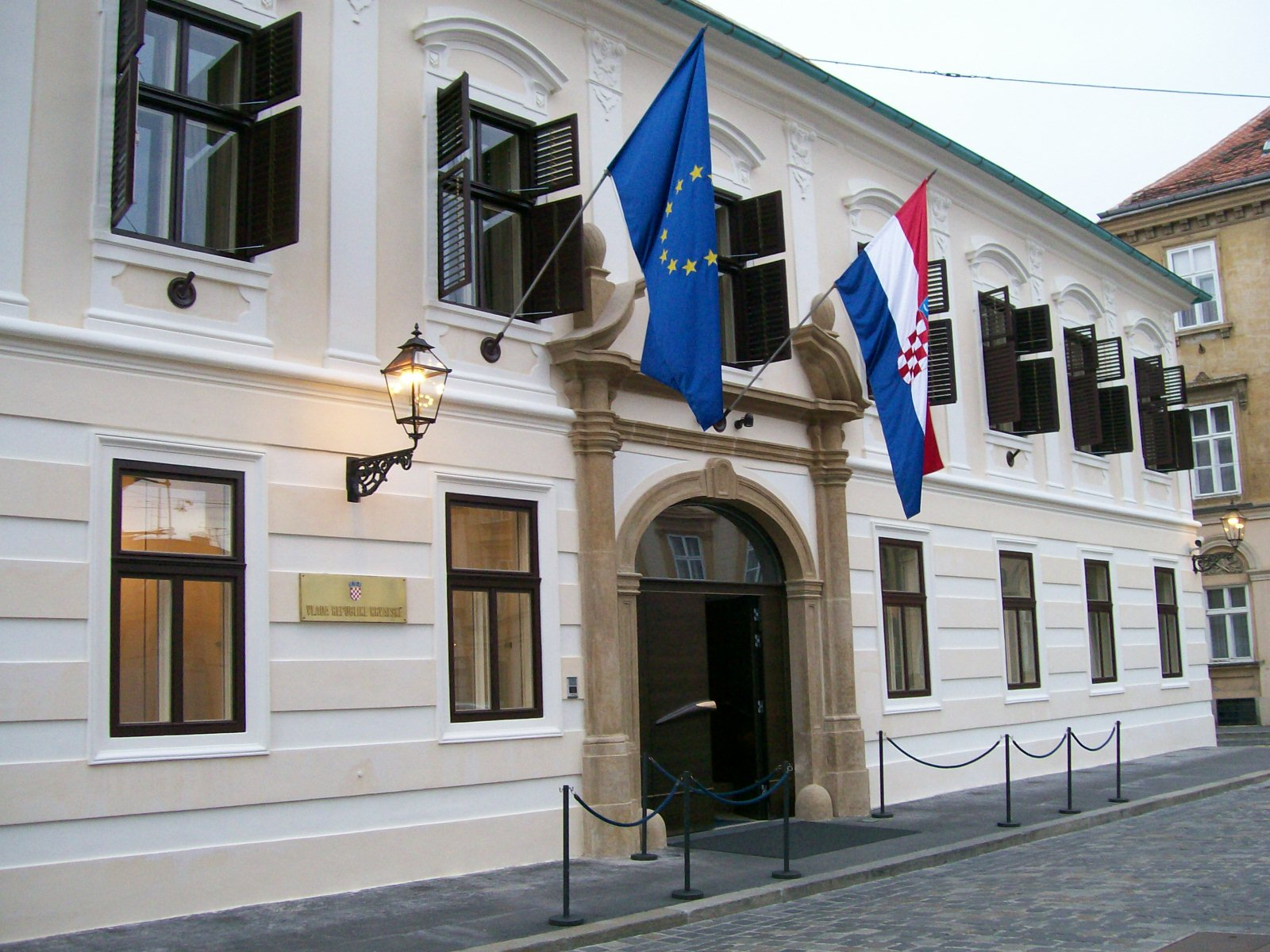
المقر السابق للحظر الكرواتية والمقر الحالي للحكومة

كرواتيا دولة وحدوية جمهورية برلمانية ديمقراطية. مع انهيار الحزب الشيوعي الحاكم في جمهورية يوغوسلافيا الاتحادية الاشتراكية، اعتمدت كرواتيا دستورها الحالي في عام 1990 ونظمت أول انتخابات متعددة الأحزاب. أعلن الاستقلال في 8 تشرين الأول 1991 مما أدى إلى تفكك يوغوسلافيا واعترف بها دولياً من جانب الأمم المتحدة في عام 1992. وبموجب دستور عام 1990، عملت كرواتيا على نظام نصف رئاسي حتى عام 2000 عندما تحولت إلى نظام برلماني. وتنقسم السلطات في حكومة كرواتيا إلى تنفيذية وتشريعية وقضائية. النظام القانوني لكرواتيا هو القانون المدني، وتتأثر بشدة بالتراث القانوني للنمسا والمجر كما هو الإطار المؤسسي. وبحلول الوقت تمت مفاوضات الانضمام إلى الاتحاد الأوروبي في 30 حزيران 2010 التشريعات الكرواتية، وتنسجم تماما مع مكتسبات المجتمع.
رئيس الجمهورية (بالكرواتية: Predsjednik Republike) هو رأس الدولة وينتخب مباشرة لولاية مدتها خمس سنوات ولولايتين كحد أقصى بحسب الدستور. بالإضافة إلى كونه القائد العام للقوات المسلحة، الرئيس يمتلك الواجبات الإجرائية لتعيين رئيس الوزراء بموافقة البرلمان، وله بعض التأثير على السياسة الخارجية. وجرت آخر انتخابات رئاسية في 10 كانون الثاني 2010 فاز فيها إيفو يجوسيبوفيتش وأدى اليمين الدستورية يوم 18 شباط 2010.
الحكومة (بالكرواتية: Vlada) يرأسها رئيس الوزراء، الذي له أربعة نواب لرئيس الوزراء و17 وزيراً. والسلطة التنفيذية هي المسؤولة عن اقتراح القوانين والميزانية وتنفيذ القوانين وتوجيه السياسات الخارجية والداخلية للجمهورية. مقر الحكومة الرسمي في بانسكي دفوري. زوران ميلانوفيتش هو رئيس وزراء الحكومة منذ 23 كانون الأول 2011.
البرلمان (بالكرواتية: Sabor) هو هيئة تشريعية غرفة واحدة. تم إلغاء الغرفة الثانية (مجلس المقاطعات) في عام 2001 وقد التي أنشئت في عام 1993 وفقاً لدستور عام 1990. يتراوح أعضاء سابور ما بين 100-160، ينتخبون كل 4 سنوات بالتصويت الشعبي. تستمر دورات لسابور في الفترة من 15 كانون الثاني-15 تموز، ومنذ 15 أيلول- 15 كانون الأول. أكبر الأحزاب السياسية في كرواتيا هي الاتحاد الديمقراطي الكرواتي والحزب الديمقراطي الاجتماعي الكرواتي.
كرواتيا لديها نظام من ثلاث مستويات قضائية، تتكون من المحكمة العليا ومحاكم المقاطعات والمحاكم البلدية. المحكمة الدستورية تنظر في المسائل المتعلقة بالدستور. بالإضافة إلى ذلك هناك محاكم الجنح والمحاكم التجارية والمحاكم الإدارية. تطبيق القانون في كرواتيا يقع على عاتق قوة الشرطة الكرواتية، التي هي تحت سيطرة وزارة الداخلية. في السنوات الأخيرة، نمت قوتها بعد تعرضها للإصلاح بمساعدة من الوكالات الدولية، بما في ذلك منظمة الأمن والتعاون في أوروبا (OSCE) منذ بعثته إلى كرواتيا في 18 نيسان 1996.

### التقسيمات الإدارية

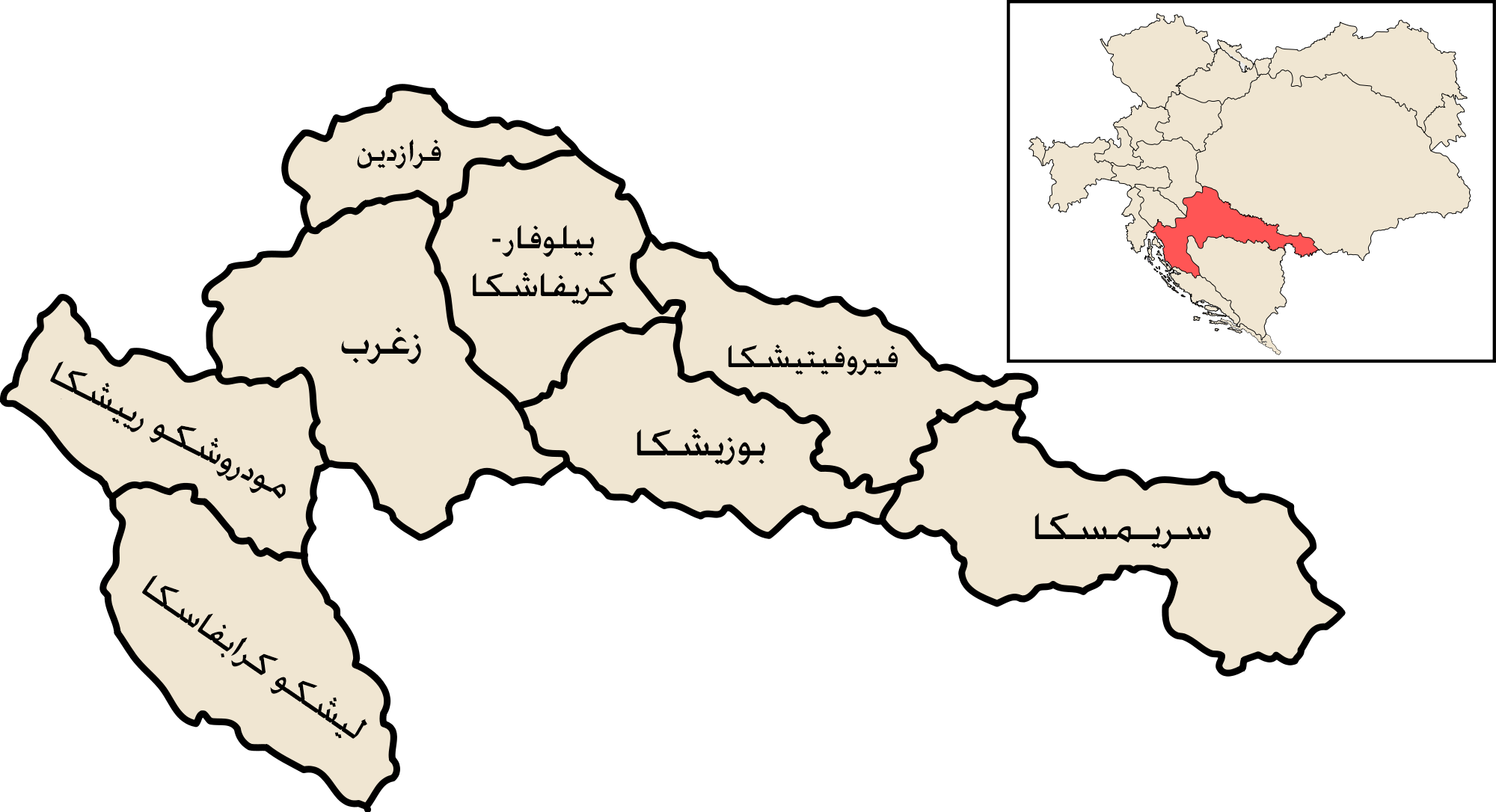
مقاطعات المملكة الكرواتية السلافونية وموقع المملكة بالنسبة للإمبراطورية النمساوية المجرية بالبرتقالي الغامق.

قُسِمت كرواتيا إلى مقاطعات لأول مرة في العصور الوسطى. وقد تغيرت هذه التقسيمات مع مرور الزمن بفعل خسائر الأراضي لصالح الفتح العثماني لإقليم البلقان واستعادتها والتغيرات في الوضع السياسي لدالماسيا ودوبروفنيك وإستريا. ألغي التقسيم التقليدي للبلاد إلى مقاطعات في عشرينات القرن العشرين عندما قمست مملكة الصرب والكروات والسلوفينيين البلاد إلى إلى أوبلاستات، ومملكة يوغوسلافيا قسمت إلى بانوفيات. بعد الحرب العالمية الثانية حكم الشيوعيون كرواتيا باعتبارها جزءاً أساسياً من يوغوسلافيا وأصبحت جمهورية يوغسلافيا الاشتراكية الاتحادية، فألغيت التقسيمات السابقة واستحدثت نظام البلديات، وقسمت كرواتيا إلى ما يقرب من 100 بلدية. بعد استغقلال كرواتيا عن يوغوسلافيا، رجع المسمى القديم للتقسيم الإداري ليصبح مقاطعات حسب تشريعات عام 1992، ولكنها تغيرت بشكل ملحوظ من حيث المساحة بالنسبة إلى المقاطعات القديمة. ففي عام 1918، قسم الجزء الترانسليثاني من كرواتيا إلى ثماني مقاطعات ومراكزها في بيلوفار وغوسبيتش وأوغولين وبوزيغا وفوكوفار وفرازدين وأوسييك وزغرب، أما تشريعات عام 1992 فقد قسمت أراضي هذا الإقليم إلى 14 مقاطعة.
تقسم كرواتيا إلى 20 مقاطعة منذ 1992 وأكبر مدنها هي زغرب العاصمة؛ والتي لها وضع إداري خاص يجعلها مقاطعة - مدينة في نفس الوقت. تغيرت الحدود الإدارية للمقاطعات كان آخرها في عام 2006. وتضم المقاطعات 127 مدينة و429 بلدية.
تسمى الوحدات الإدارية في كرواتيا بحسب نظام تسمية الوحدات الإقليمية لغرض الإحصاء في مستويات عدة. المستوى الأول يضع البلد بأكمله في وحدة واحدة، في حين أن كرواتيا مكونة من ثلاث مناطق تمثل المستوى الثاني، وهي منطقة شمال غرب كرواتيا والمنطقة الوسطى والشرقية الكرواتية (بانونيا) والجزء الكرواتي بالبحر الأدرياتيكي التي تشمل جميع المقاطعات على طول ساحل البحر الادرياتيكي. منطقة شمال غرب كرواتيا تضم مدينة زغرب ومقاطعات زغرب وكرابينا زاغوريه وفرازدين وكوبريفنيكا-كريزفتسي وماجيموريه، أما المنطقة الوسطى والشرقية الكرواتية (بانونيا) فتضم ما تبقى من مناطق وهي مقاطعات بيلوفار-بيلوغورا وفيروفيتيكا-بودرافينا وبوزيغا-سلافونيا وبرود-بوسافينا وأوسييك-بارانيا وفوكوفار-سيرميا وكارلوفاتش وسيساك-موسلافينا. المقاطعات الفردية ومدينة زغرب تمثل المستوى الثالث في كرواتيا.
| مقاطعة                | القاعدة الإدارية | المساحة (كم²) | السكان (2011) |
| --------------------- | ---------------- | ------------- | ------------- |
| بيلوفار-بيلوغورا      | بيلوفار          | 2,652         | 119,743       |
| برود-بوسافينا         | سلافونسكي برود   | 2,043         | 158,559       |
| دوبروفنيك-نيريتفا     | دوبروفنيك        | 1,783         | 122,783       |
| إستريا                | بازين            | 2,820         | 208,440       |
| كارلوفاتش             | كارلوفاتش        | 3,622         | 128,749       |
| كوبريفنيكا-كريزفتسي   | كوبريفنيكا       | 1,746         | 115,582       |
| كرابينا-زاغوريه       | كرابينا          | 1,224         | 133,064       |
| ليكا سني              | غوسبيتش          | 5,350         | 51,022        |
| ماجيموريه             | تشاكوفيتش        | 730           | 114,414       |
| أوسييك-بارانيا        | أوسييك           | 4,152         | 304,899       |
| بوزيغا-سلافونيا       | بوزيغا           | 1,845         | 78,031        |
| بريموريه-غورسكي كوتار | رييكا            | 3,582         | 296,123       |
| شيبينيك-كنين          | شيبينيك          | 2,939         | 109,320       |
| سيساك-موسلافينا       | سيساك            | 4,463         | 172,977       |
| سبليت-دالماسيا        | سبليت            | 4,534         | 455,242       |
| فرازدين               | فرازدين          | 1,261         | 176,046       |
| فيروفيتيكا-بودرافينا  | فيروفيتيكا       | 2,068         | 84,586        |
| فوكوفار-سيرميا        | فوكوفار          | 2,448         | 180,117       |
| زادار                 | زادار            | 3,642         | 170,398       |
| مقاطعة زغرب           | زغرب             | 3,078         | 317,642       |
| مدينة زغرب            | زغرب             | 641           | 792,875       |

### العلاقات الخارجية

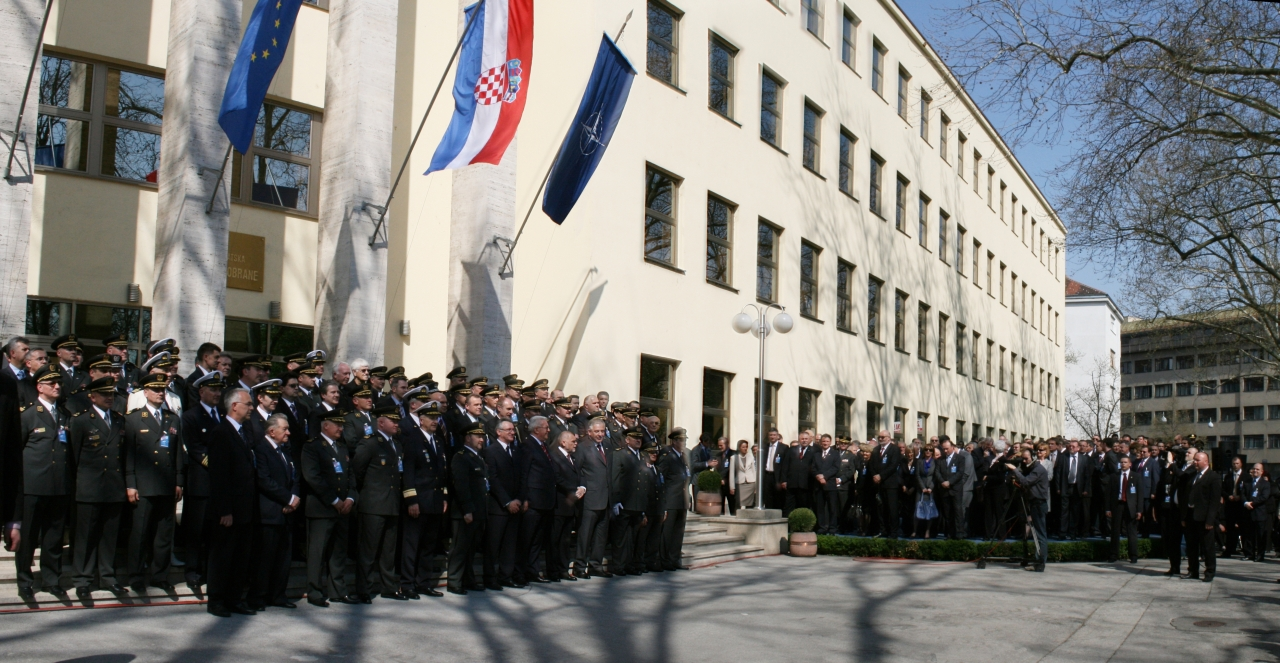
مراسم رفع العلم في وزارة الدفاع الكرواتية في زغرب، بمناسبة الانضمام لحلف شمال الأطلسي في عام 2009

كرواتيا لديها علاقات دبلوماسية مع 174 دولة. بحسب عام 2009، فإن لكرواتيا 51 سفارة و24 قنصلية وثماني بعثات دبلوماسية دائمة في الخارج. علاوة على ذلك، هناك 52 سفارة أجنبية و69 قنصلية داخل البلاد، بالإضافة إلى مكاتب المنظمات الدولية مثل البنك الأوروبي لإعادة البناء والتنمية ومنظمة الهجرة الدولية ومنظمة الأمن والتعاون والبنك الدولي ومنظمة الصحة العالمية والمحكمة الدولية الجنائية ليوغوسلافيا السابقة وبرنامج الأمم المتحدة الإنمائي والمفوضية العليا للأمم المتحدة لشؤون اللاجئين واليونيسيف. وبحسب عام 2009 كذلك، فإن عدد العاملين بوزارة الشئون الخارجية والتكامل الأوروبي الكرواتية 1,381 فرداً وأنفقت 648.2 مليون كونا (86,4 مليون يورو). مما يعبر عن أهداف السياسة الخارجية الكرواتية والتي تشمل تعزيز العلاقات مع البلدان المجاورة وتطوير التعاون الدولي وتعزيز الاقتصاد الكرواتي.
بدأت كرواتيا منذ العام 2003 بالتركيز في سياستها الخارجية على تحقيق الهدف الإستراتيجي في أن تصبح دولة عضو ضمن الدول الأعضاء في الاتحاد الأوروبي. واعتباراً من ديسمبر 2011، أنجزت كرواتيا مفاوضات الانضمام إلى الاتحاد الأوروبي ووقعت على معاهدة الانضمام إليه رسمياً في 9 ديسمبر من نفس العام. واكتملا عضويتها منذ 1 يوليو 2013، والذي يمثل نهاية لعملية بدأت في عام 2001 من خلال التوقيع على اتفاق الاستقرار والمشاركة وتقديم كرواتيا للإنضمام لعضوية الاتحاد الأوروبي في 2003. وكانت أهم عقبة واجهتها حكومة البلاد في مفاوضات الانضمام هي سجل كرواتيا في مجال التعاون مع المحكمة الجنائية الدولية، وذلك في عرقلة سلوفينيا بسبب الخلافات الحدودية بينهما. والتي تم حلها من خلال اتفاق التحكيم في 4 نوفمبر 2009 ووافقت عليه البرلمانات الوطنية ونال القبول بعد إجراء استفتاء في سلوفينيا.
وكان آخر هدف استراتيجي لكرواتيا السياسة الخارجية للعقد الأول من القرن الحادي والعشرين هو عضوية حلف الناتو. أدرجت كرواتيا في الشراكة من أجل السلام في عام 2000، ثم دُعيت إلى عضوية منظمة حلف شمال الأطلنطي عام 2008 وانضمت رسمياً للتحالف في 1 أبريل 2009. كذلك أصبحت كرواتيا عضواً في مجلس أمن الأمم المتحدة خلال الفترة من 2008 حتى 2009، ومثلت منصب الرئاسة في ديسمبر 2008. وتستعد البلاد حالياً للانضمام إلى منطقة شنغن بحلول عام 2015.

### القوات المسلحة

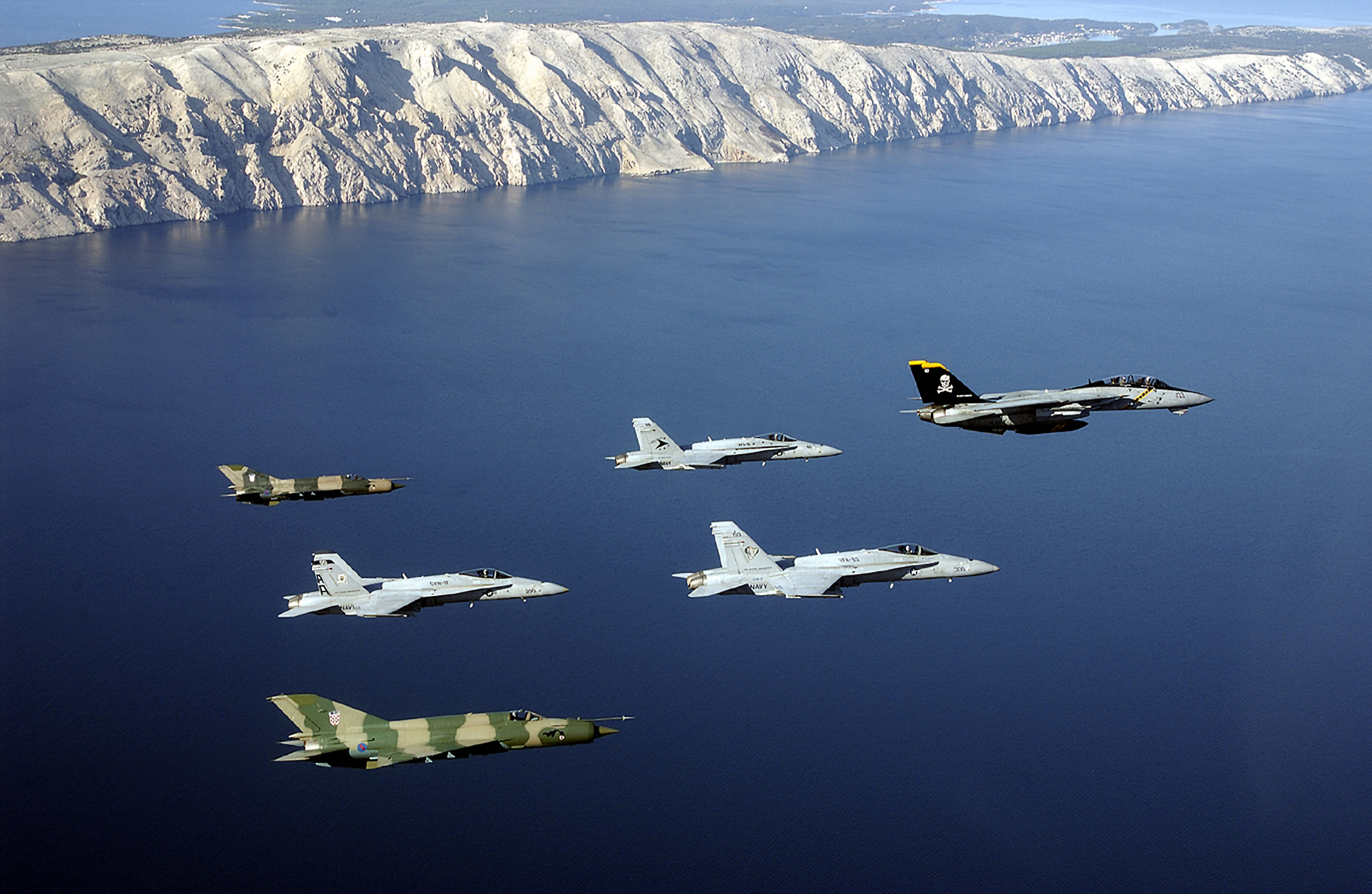
طائرات القوات الجوية الكرواتية وبحرية الولايات المتحدة تشارك في تدريب متعدد الجنسيات

القوات المسلحة الكرواتية تتألف من القوات البحرية والقوات البرية والقوات الجوية بالإضافة إلى قيادة التعليم والتدريب ودعم القيادة. ووفقاً للدستور الكرواتي فإن الرئيس الكراوتي هو القائد الأعلى للقوات المسلحة، وفي حالة وجود تهديد فوري خلال الحرب فيمكن أن يوجه أوامر مباشرة إلى الأركان العامة.
قبل 2008 كان التجنيد الزامياً في كرواتيا بالنسبة للرجال فوق 18 سنة ولكن في ديسمبر 2008 تم إلغاء قانون التجنيد الإلزامي وأصبح التجنيد تطوعياً 
كان حجم الإنفاق العسكري لفترة ما بعد حرب 1991-1995 في انخفاض مستمر. أما في عام 2005 فقد كان الإنفاق العسكري يقدر ب 2.39% من الناتج المحلي الإجمالي للدولة، وهذا يضع كرواتيا في ترتيب 64 عالمياً. ومنذ عام 2005 كان أقل من 2٪ من الناتج المحلي الإجمالي من الميزانية هو ما يعد الإنفاق العسكري، أي أقل مستوى مقارنة بأعلى نسبة كانت قدرها 11.1% في عام 1994. كما عمدت القوات المسلحة الكرواتية لإصلاحات تركزت على إعادة الهيكلة، وتقليص حجم الاحترافية في السنوات السابقة لانضمام كرواتيا لحلف شمال الأطلسي في أبريل 2009. وقد عين 18,100 عسكرياً فعالاً و2,000 مدنياً 3,000 متطوعاً تتراوح أعمارهم بين 18 و30 وفقاً لمرسوم رئاسي صدر في عام 2006 في فترة من السلم.
ألغي التجنيد الإلزامي في يناير 2008. فحتى عام 2008 كانت الخدمة العسكرية الإلزامية للرجال في سن الثامنة عشرة لمدة ستة أشهر من واجب، خفضت سابقاً في عام 2001، فقد كانت سابقاً لمدة تسعة أشهر. يمكن أن تختار بدلاً من ذلك الخدمة المدنية لمدة ثمانية أشهر.
في أبريل 2011، كان للجيش الكرواتي 120 عضواً متمركزين في بلدان أجنبية بصفتهم جزء من القوات التي تقودها الأمم المتحدة لحفظ السلام الدولي، منهم 95 فرداً جزء من قوة أندوف في هضبة الجولان. وفي عام 2011 أيضاً أضيف 350 جندياً بصفتهم جزء من قوة إيساف التي يقودها حلف الناتو في أفغانستان وعشرين آخرين مع قوة كوسوفو في كوسوفو.
لكرواتيا أيضاً قطاع صناعة عسكرية كبير صدر ما قيمته حوالي 120 مليون دولار أمريكي من المعدات العسكرية والأسلحة في عام 2010. صناعة الأسلحة الكرواتية تشمل الأسلحة والمركبات التي تستخدمها القوات المسلحة الكرواتية وتشمل مسدسات HS2000 وهي أسلحة شخصية ودبابة M-84D الحربية التي صممها مصنع دورو داكوفيتش. الزي والخوذات التي يرتديها جنود القوات المسلحة الكرواتية منتجة محلياً وتسويق في بلدان أخرى كذلك.

## الاقتصاد
| كبريات الشركات الكرواتية من حيث حركة رأس المال | كبريات الشركات الكرواتية من حيث حركة رأس المال | كبريات الشركات الكرواتية من حيث حركة رأس المال | كبريات الشركات الكرواتية من حيث حركة رأس المال | كبريات الشركات الكرواتية من حيث حركة رأس المال |
| التسلسل                                        | الاسم                                          | المقر                                          | الواردات (مليون يورو)                          | الأرباح (مليون يورو)                           |
| ---------------------------------------------- | ---------------------------------------------- | ---------------------------------------------- | ---------------------------------------------- | ---------------------------------------------- |
| 1                                              | Agrokor                                        | زغرب                                           | ▲ 3,568                                        | ▼ 22.0                                         |
| 2                                              | INA                                            | زغرب                                           | ▲ 3,547                                        | 137.3                                          |
| 3                                              | Hrvatska elektroprivreda (HEP)                 | زغرب                                           | ▲ 1,677                                        | 200.3                                          |
| 4                                              | Konzum                                         | زغرب                                           | ▲ 1,574                                        | ▼ 56.6                                         |
| 5                                              | T-Hrvatski Telekom                             | زغرب                                           | ▼ 1,149                                        | ▼ 251.0                                        |

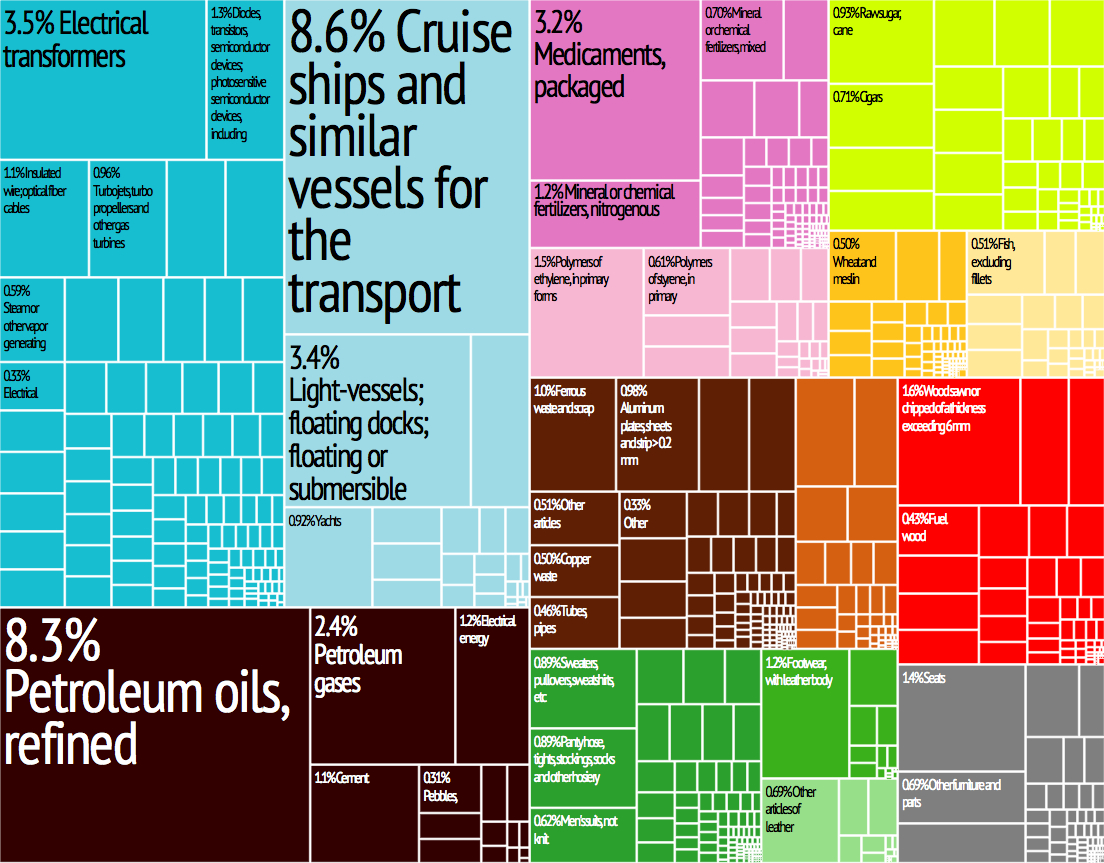
خارطة التصدير الكرواتية.

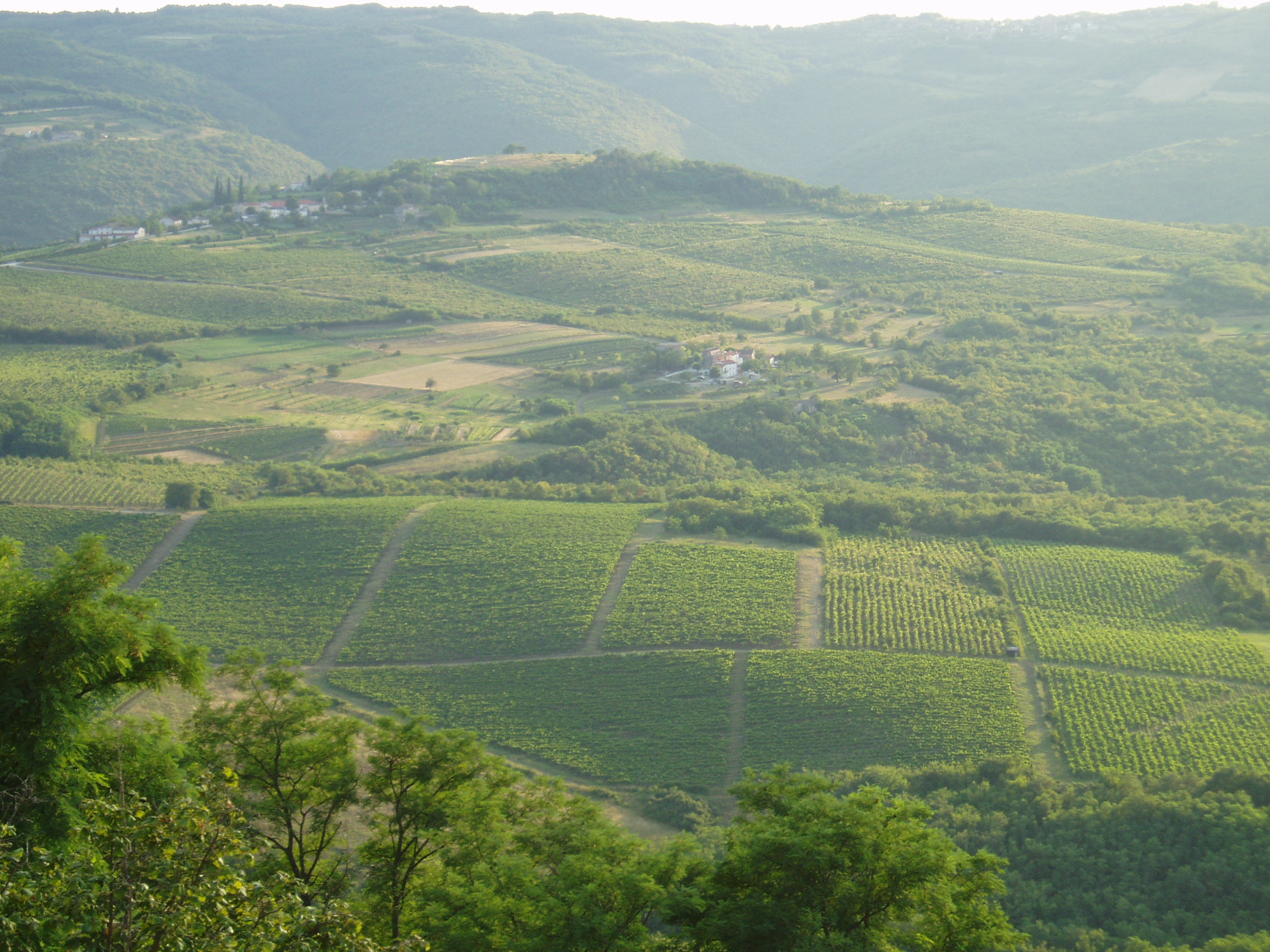
النبيذ ينتج تقريباً في جميع مناطق كرواتيا

لكرواتيا اقتصاد دخل مرتفع. تظهر البيانات صندوق النقد الدولي أن الناتج المحلي الإجمالي الاسمي بلغ 63842000000 دولار، أو 14,457 $ للفرد، في نفس الوقت في عام 2011 في حين تعادل القدرة الشرائية للناتج المحلي الإجمالي كان 80334000000 دولار أو 18191 $ للفرد الواحد. ووفقًا لبيانات يوروستات، فقد بلغ تعادل القدرة الشرائية الناتج المحلي الإجمالي الكرواتيي للفرد 61٪ من متوسط الاتحاد الأوروبي في عام 2010. وفي عام 2007 كان نمو الناتج المحلي الإجمالي الحقيقي 6.0%. وكان متوسط الراتب الصافي للعامل الكرواتي في يونيو 2012 هو 5492 كونا (912$) في الشهر. وفي عام 2007، قدرت منظمة العمل الدولية معدل البطالة بنسبة 9.1٪، بعد انخفاضه باطراد من 14.7٪ في عام 2002. وقد كان معدل البطالة المسجل أعلى من ذلك، على الرغم من إنه قد بلغ 13.7٪ في ديسمبر 2008.
ثم في عام 2010، كانت صناعة الخدمات تهيمن الناتج الاقتصادي حيث كانت تمثل 66٪ من الناتج المحلي الإجمالي، تليها القطاع الصناعي بنسبة 27.2٪ والزراعة 6.8٪ من الناتج المحلي الإجمالي. ووفقاً لبيانات عام 2004، كان 2.7٪ من إجمالي القوى العاملة يعملون في الزراعة، 32.8٪ في الصناعة و64.5٪ في الخدمات. وتأتي هيمنة القطاع الصناعي من خلال بناء السفن وتجهيز الأغذية والمستحضرات الصيدلانية وتكنولوجيا المعلومات والصناعة الكيميائية الحيوية والأخشاب. وفي عام 2010، بلغت قيمة الصادرات الكرواتية في 64900000000 كونا (8650000000 يورو) مقابل 110300000000 كونا (14700000000 يورو) من الواردات. أما أكبر شريك تجاري لكرواتيا فهو الاتحاد الأوروبي.
بدأت الخصخصة والتوجه نحو اقتصاد السوق بالكاد في ظل الحكومة الكرواتية الجديدة عند اندلاع الحرب في عام 1991. ونتيجة للحرب، فقد تعرضت البنية التحتية الاقتصادية لأضرار جسيمة، لا سيما صناعة السياحة ذات الإيرادات الغنية. ومن عام 1989 إلى عام 1993، انخفض الناتج المحلي الإجمالي 40.5٪. الحكومة الكرواتية ما تزال تسيطر على جزء كبير من الاقتصاد، وتقدر النفقات الحكومية لتصل إلى 40٪ من الناتج المحلي الإجمالي. نظام القضاء ما يزال متأخراً، بالإضافة إلى عدم كفاءة الإدارة العامة وخاصة في مشاكل قضايا ملكية الأراضي والفساد. في عام 2011 وقد صنفت منظمة الشفافية الدولية كرواتيا في التسلسل 66 مع درجة 4.0 في مؤشر الفساد. ومن المشاكل الأخرى هي الديون الوطنية الكبيرة والمتنامية والتي وصلت أكثر من 34,000,000,000 يورو أو 89.1٪ من الناتج المحلي الإجمالي للبلاد.

### السياحة

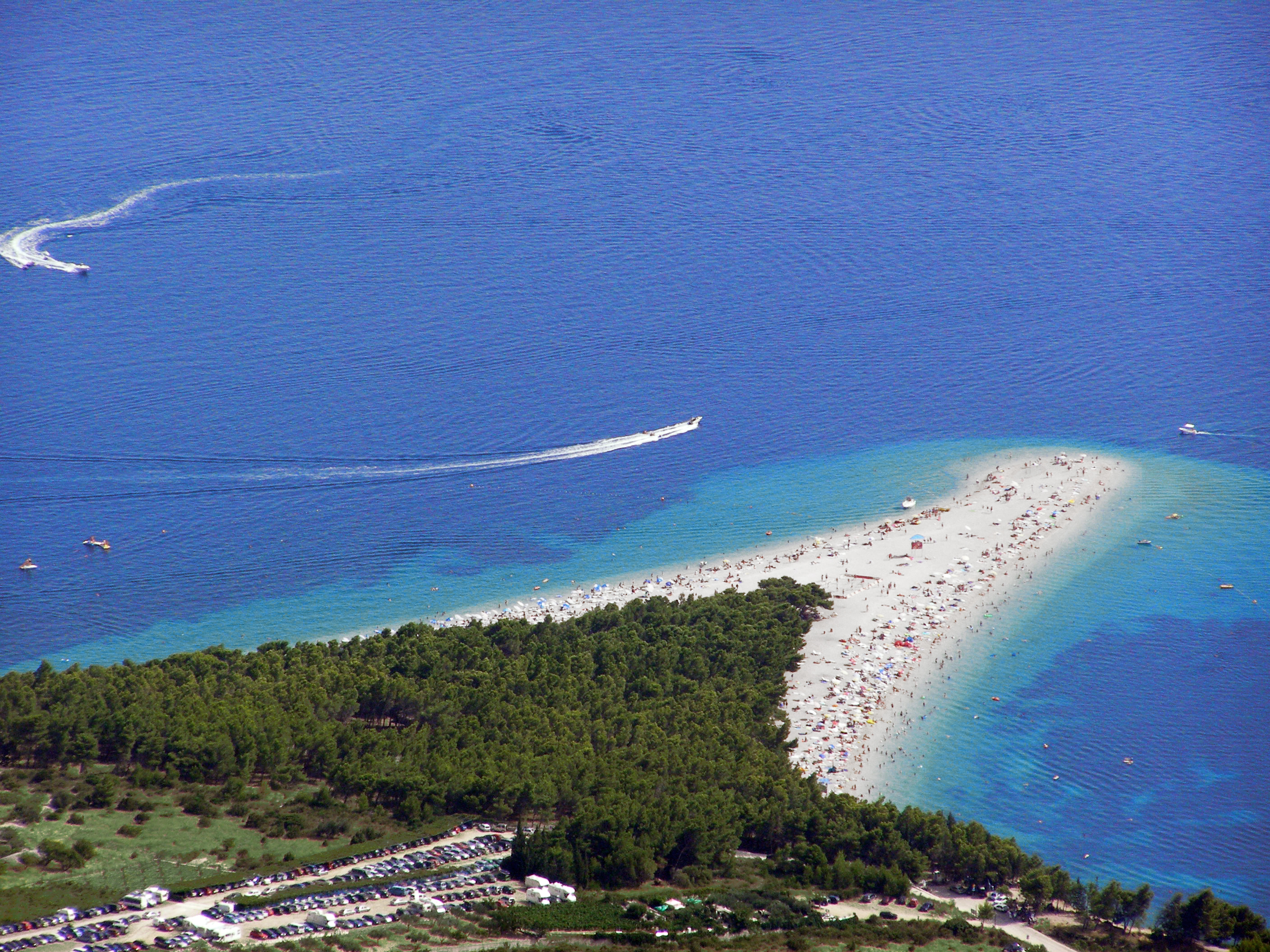
زلاتني رات أو الساحل الذهبي في جزيرة براتش واحدة من أكثر الوجهات السياحية في كرواتيا

تشكل السياحة بحدود 20٪ من الناتج المحلي الإجمالي الكرواتي، ويقدر الدخل السنوي لعام 2011 منة السياحة 6610000000 يورو. وللسياحة آثارها الإيجابية في الاقتصاد الكرواتي من خلال تأثيرها الإيجابي في تجارة التجزئة وتوفير الطلبات الصناعية وتوفير فرص العمالة الموسمية الصيفية. تعد السياحة صناعة تصدير، لأنها تقلل بشكل ملحوظ عدم التوازن في التجارة البلاد الخارجية. ومنذ انتهاء الحرب الاستقلال الكرواتية، فإن السياحة نمت بسرعة، مسجلة زيادة بنسبة أربعة أضعاف في عدد السياح، حتى وصل العدد إلى 10 ملايين سائح كل عام. أكثر السياح عدداً هم من ألمانيا وسلوفينيا والنمسا وجمهورية التشيك وكذلك من كرواتيا نفسها. معدل الإقامة السياحية في كرواتيا هو 4,9 يوماً.
يتركز الجزء الأكبر من السياحة على طول ساحل البحر الأدرياتيكي. كان منتجع أوباتيا هو الأول منذ منتصف القرن التاسع عشر. وفي العقد الأخير من القرن التاسع عشر، أصبح واحداً من المنتجعات الصحية الأوروبية الأكثر أهمية. وفي وقت لاحق ظهر عدد كبير من المنتجعات على طول الساحل والعديد من الجزر، وهذه المنتجعات تقدم خدمات تتراوح من السياحة الجماعية إلى الأسواق المتخصصة ومختلف المطاعم، إضافة للسياحة البحرية، حيث تتوفر العديد من المراسي وأكثر من 16,000 رصيفاً. أما السياحة الثقافية فهي تعتمد على جاذبية المدن الساحلية التي تعود أطلالها ومعالمها للعصور الوسطى والعديد من الفعاليات الثقافية التي تجري خلال فصل الصيف. المناطق الداخلية توفر المنتجعات الجبلية والمعالم السياحية الزراعية والمنتجعات العلاجية. زغرب هي أيضاً وجهة سياحية هامة، وهي بذلك تحاكي المدن الساحلية الرئيسية والمنتجعات. كما أن كرواتيا تفتخر بطبيعة بحرها غير الملوثة والتي تنعكس من خلال العديد من المحميات الطبيعية و 116 من شواطئ العلم الأزرق. تأتي كرواتيا في المرتبة 18 من بين الوجهات السياحية الأكثر شعبية في العالم. يتصف حوالي 15٪ من هؤلاء السياح (أكثر من مليون في السنة) بأنهم ينتمون للمذهب الطبيعي، وهذا الشيء تشتهر به كرواتيا عالمياً. وكانت أيضاً أول دولة أوروبية تطور منتجعات العراة التجارية.

### النقل والمواصلات

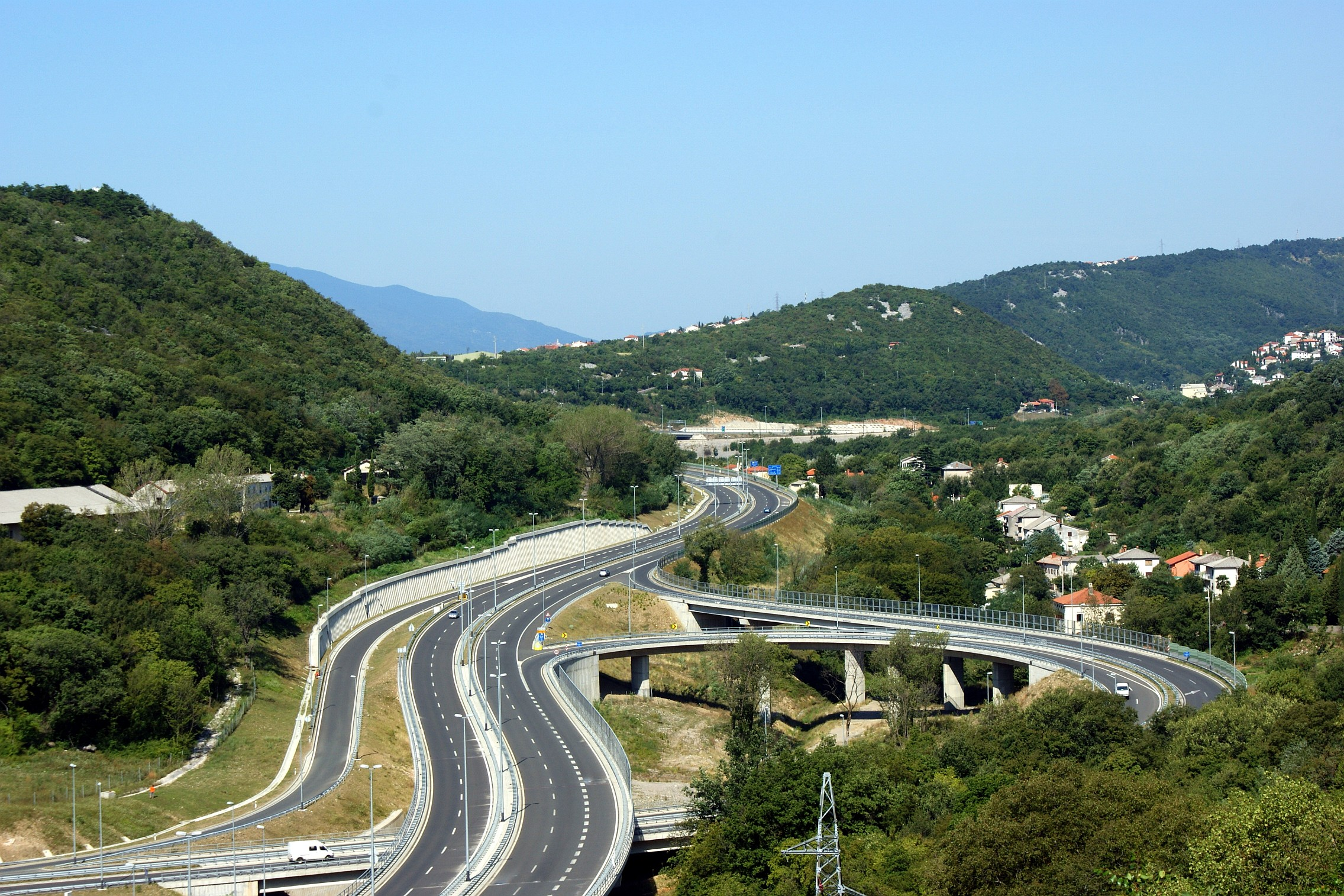
في A7، وهي جزء من شبكة الطرق السريعة كرواتيا.

تسليط الضوء على التطورات الأخيرة في كرواتيا البنية التحتية هو شبكتها نموا سريعا الطريق السريع ، الذي بني بشكل كبير في أواخر 1990، وخاصة في 2000 في (العقد). بحلول سبتمبر 2011، كانت كرواتيا قد أكملت أكثر من 1,100 كيلومترا (680 ميلا) من الطرق السريعة ، وربط زاغرب إلى معظم المناطق الأخرى ، وبعد طرق مختلفة أوروبية وأربعة ممرات عموم أوروبا  والطرق السريعة ازدحاما هي A1 ، وربط زغرب إلى سبليت و A3 ، ويمر بين الشرق والغرب عبر شمال غرب كرواتيا وسلوفينيا. وهناك شبكة واسعة النطاق من الطرق في دولة كرواتيا بمثابة الطريق السريع والطرق الفرعية في حين ربط جميع المستوطنات الرئيسية في البلاد. تم اختبار مستويات جودة عالية وسلامة شبكة الطرق السريعة الكرواتية وأكدته العديد من البرامج
كرواتيا لديها شبكة واسعة تمتد السكك الحديدية 2,722 كم (1,691 ميل)، بما في ذلك 985 كيلومترا (612 ميلا) من السكك الحديدية المكهربة و 254 كيلومترا (158 ميلا) من السكك الحديدية المسار المزدوج.
تقع أهم خطوط السكك الحديدية في كرواتيا داخل ممرات النقل الأوروبية Vb و X التي تربط رييكا إلى بودابست وبلغراد إلى ليوبليانا، سواء عبر زاغرب. تُدير مؤسسة السكك الحديدية الكرواتية جميع خدمات السكك الحديدية .
هناك مطارات دولية في زاغرب، زادار، وسبليت ودوبروفنيك، رييكا، أوسييك وبولا . اعتبارًا من أول يناير 2011، كرواتيا يتوافق مع منظمة الطيران المدني الدولي معايير سلامة الطيران ورفع مستوى إدارة الطيران الاتحادية أن الفئة 1 تقييم

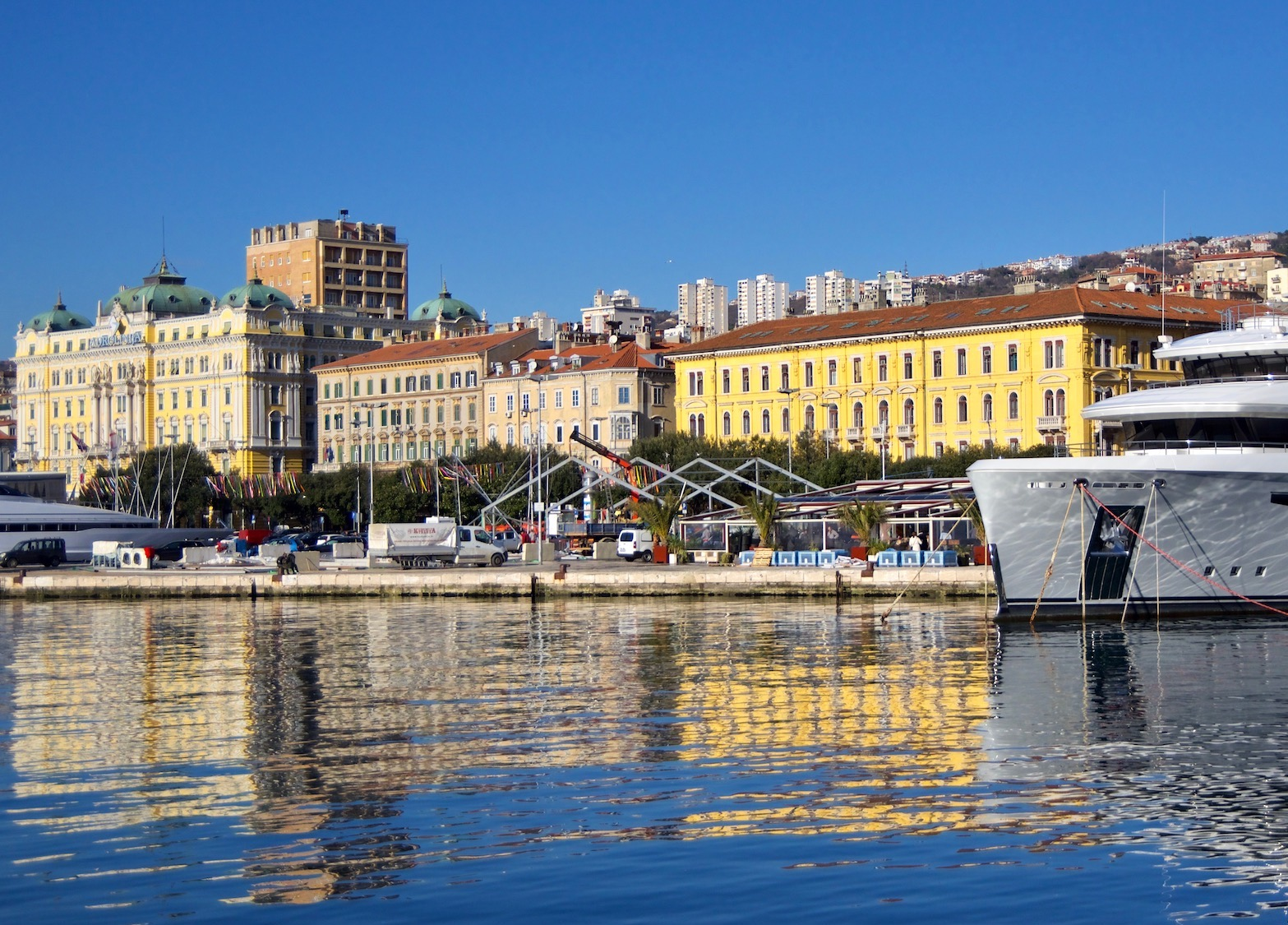
رييكا، وأكبر ميناء بحري الكرواتية

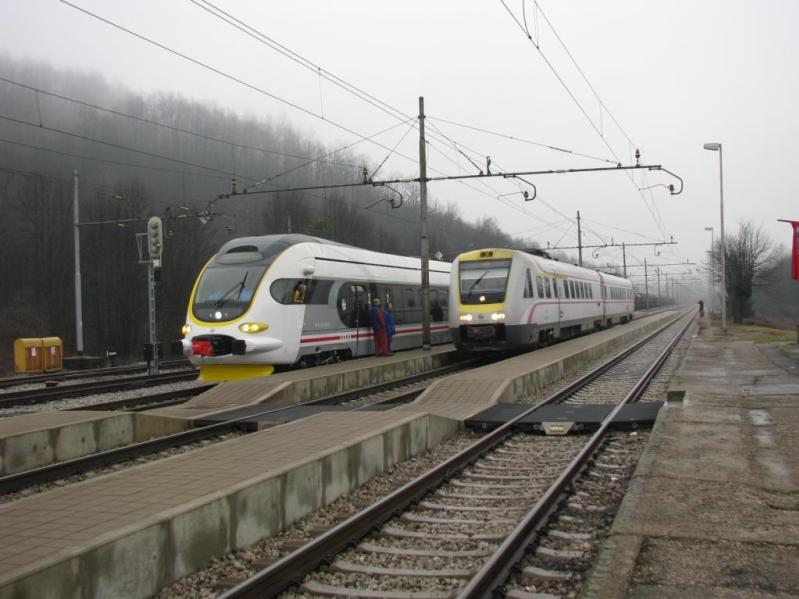
السكك الحديدية القطارات تمر على خط زغرب وسبليت

ازدحاما الميناء البضائع في كرواتيا هو ميناء رييكا والموانئ ازدحاما الركاب هي سبليت وزادار. وبالإضافة إلى تلك ، وعدد كبير من الموانئ ثانوية تخدم نظام اسعة من العبارات التي تربط العديد من الجزر والمدن الساحلية بالإضافة إلى خطوط النقل البحري إلى عدة مدن في إيطاليا  وأكبر ميناء النهر هو فوكوفار، وتقع على نهر الدانوب، ويمثل منفذ البلاد إلى ممر النقل لعموم أوروبا السابع
هناك 610 كيلومترا (380 ميلا) من أنابيب النفط الخام في كرواتيا ، وربط ميناء رييكا محطة النفط مع المصافي في رييكا وسيساك، فضلا عن العديد من محطات إعادة الشحن . النظام لديه القدرة من 20 مليون طن سنويا ويتألف نظام نقل الغاز الطبيعي 2,113 كم (1,313 ميل) من الجذع وخطوط أنابيب الغاز الطبيعي الإقليمية ، وأكثر من 300 الهياكل المرتبطة بها، التي تربط وحدات الإنتاج، والغاز الطبيعي Okoli مرفق التخزين ، 27 المستخدمين النهائيين وأنظمة التوزيع 37
إنتاج مصادر الطاقة الكرواتية تغطي 85 ٪ من الطلب على الغاز الطبيعي على الصعيد الوطني و 19 ٪ من الطلب على النفط. في عام 2008، 47.6 ٪ من هيكل إنتاج الطاقة الأولية كرواتيا تتألف استخدام الغاز الطبيعي (47.7 ٪) والنفط الخام (18.0 ٪)، خشب الوقود (8.4 ٪)، الطاقة المائية (25.4 ٪) وغيرها من مصادر الطاقة المتجددة (0.5 ٪). في عام 2009، بلغ صافي إجمالي إنتاج الطاقة الكهربائية 12,725 جيجاوات ساعة . استوردت كرواتيا 28.5 ٪ من احتياجاتها من الطاقة الكهربائية.
توفر محطة كرشكو للطاقة النووية (سلوفينيا) جزءا كبيرا من الاحتياجات الكرواتية المستوردة. و 50 ٪ مملوكة من قبل هرفاتسكا elektroprivreda ، وتوفر 15٪ من الكهرباء في كرواتيا.

## التركيبة السكانية

الكثافة السكانية في كرواتيا حسب المقاطعة بالأشخاص لكل كم² عام 2011:

مع بلوغ عدد سكانها 4.29 مليون نسمة في عام 2011؛ احتلت كرواتيا المرتبة 125 من حيث عدد السكان في العالم. تبلغ الكثافة السكانية 75.8 نسمة لكل كيلومتر مربع. متوسط العمر المتوقع العام في كرواتيا عند الولادة 75.7 عاماً. معدل الخصوبة الكلي من 1.50 أطفال لكل أم؛ وتعد من أدنى المعدلات في العالم. منذ عام 1991، تجاوز معدل الوفيات باستمرار معدل المواليد في البلاد. توقع المكتب الكرواتي للإحصاء أن عدد السكان قد يتقلص إلى 3.1 مليون بحلول عام 2051، وذلك اعتماداً على إحصاءات معدلات المواليد الفعلي ومعدل الهجرة الصافية. ارتفع عدد سكان كرواتيا بشكل مطرد من 2.1 مليون في عام 1857 حتى عام 1991، عندما بلغ ذروته عند 4.7 مليون، باستثناء التعدادات التي اتخذت في عام 1921 و1948، أي بعد الحربين العالميتين. معدل النمو الطبيعي للسكان سلبي أي يتناقص. كرواتيا قد تخطت من المرحلة الأولى من التحول الديمغرافي في أواخر القرن الثامن عشر وأوائل القرن التاسع عشر، والآن تعد البلاد في المرحلة الرابعة أو الخامسة للتحول الديموغرافي.
أحد التفسيرات لهذا الانخفاض السكاني الأخير هو حرب الاستقلال الكرواتية. ففي خلال الحرب شُرِدت قطاعات كبيرة من السكان مع زيادة الهجرة. في عام 1991، في المناطق ذات الأغلبية الصربية، أكثر من 400,000 من الكروات والعرقيات الأخرى من غير الصرب هجّروا بإزالة منازلهم من قبل القوات الصربية الكرواتية أو فروا من العنف. وفي عام 1995، خلال الأيام الأخيرة من الحرب، أكثر من 120,000 وهرب حوالي 200,000 صربي من البلاد قبل وصول القوات الكرواتية أثناء عملية العاصفة. وخلال العقد الذي تلا نهاية الحرب، عاد من اللاجئين الصرب حوالي 117,000 من 300,000 نزحوا من كرواتيا خلال فترة الحرب، معظم الصرب المتبقيين في كرواتيا يعيشون في المناطق المحتلة في حرب الاستقلال الكرواتية. بعض الصرب استقروا في المناطق التي سكنوها سابقاً قبل الحرب، في حين أن بعض المستوطنات الصربية السابقة بكرواتيا تمت تسويتها بالأرض من قبل اللاجئين الكروات من البوسنة والهرسك، ومعظمهم من جمهورية صرب البوسنة.

### الأديان
| الدين في كرواتيا (2011) | الدين في كرواتيا (2011) | الدين في كرواتيا (2011) | الدين في كرواتيا (2011) | الدين في كرواتيا (2011) |
| ----------------------- | ----------------------- | ----------------------- | ----------------------- | ----------------------- |
| الدين                   | الدين                   |                         | النسبة                  | النسبة                  |
| الرومانية الكاثوليكية   | الرومانية الكاثوليكية   |                         | 86.28%                  | 86.28%                  |
| أرثوذكسية شرقية         | أرثوذكسية شرقية         |                         | 4.44%                   | 4.44%                   |
| إسلام                   | إسلام                   |                         | 1.47%                   | 1.47%                   |
| بروتستانتية             | بروتستانتية             |                         | 0.34%                   | 0.34%                   |
| إلحاد أو لاأدرية        | إلحاد أو لاأدرية        |                         | 4.57%                   | 4.57%                   |
| آخرون وغير محدد         | آخرون وغير محدد         |                         | 3.24%                   | 3.24%                   |

الأديان الرئيسية في كرواتيا هي الرومانية الكاثوليكية بنسبة 86.28% من جملة السكان، بينما أتباع الكنائس الأرثوذكسية الشرقية يمثلون 4.44%، وأتباع الطوائف المسيحية البروتستانتية يمثلون 0.34%، و0.30% من جملة السكان من أتباع طوائف مسيحية أخرى. أما المسلمون فيشكلون 1.47% من جملة السكان. وبحسب استطلاع يوروستات يوروباروميتر عام 2005؛ ظهر أن 67% من سكان كرواتيا يعتقدون بوجود الله، وقال 7% أنهم لا يؤمنون بالله بأي شكل من الأشكال، في حين أعرب 25% عن إيمانهم بوجود خالق للحياة أو نوع من الروح خالق للكون. وفي استطلاع مؤسسة غالوب عام 2009، أجاب 70% بالإيجاب عندما سُئل «هل الدين جزء مهم من حياتك اليومية؟» أشار استطلاع مؤسسة غالوب في البلقان عام 2008 إلى المنظمات الدينية والمؤسسات الأكثر ثقة في البلاد، وكشف الاستطلاع أن 62% من المستطلعين اختيارهم لـ «ثقة كبيرة» أو «بعض» الثقة لتلك المؤسسات، لتحتل مرتبتهم لهم قبل جميع أنواع المؤسسات الحكومية والدولية أو غير الحكومية.

### اللغات

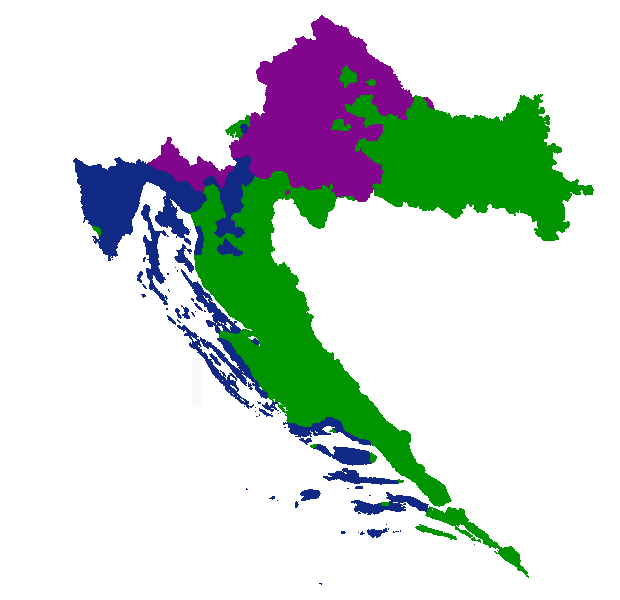
توزيع لهجات اللغة الكرواتية في كرواتيا:
شتوكافسكي
تشاكافسكي
كايكافشتشينا

اللغة الكرواتية هي اللغة الرسمية في كرواتيا، وواحدة من 24 لغة رسمية في الاتحاد الأوروبي منذ عام 2013. كذلك تعترف الحكومة بلغات الأقليات في حدود الاستعمال الرسمي في وحدات الحكومة المحلية؛ حيث أن أكثر من ثلث السكان يعدون من مواطني الأقليات، أو بحسب التشريع المحلي في كيفية استخدامها. ولغات الأقليات هي: التشيكية والمجرية والإيطالية والروسينية والصربية والسلوفاكية. وفقاً لتعداد عام 2011، فإن 95.60% من مواطني كرواتيا ذكروا أن الكرواتية لغتهم الأم، بجانب 1.23% أعلنوا الصربية لغتهم الأم، في حين أن كل لغة أخرى لم يتعدى متكلميها كلغة أم أكثر من 0.5% من جملة سكان كرواتيا.
كانت اللاتينية لغة رسمية للحكومة الكرواتية حتى عام 1847 عندما استبدلت بالكرواتية. والكرواتية لغة سلافية جنوبية، ويشتق معظم المفردات الكرواتية السلافية من عائلة اللغات الهندوأوروبية. وتكتب الكرواتية بالأبجدية اللاتينية، ولها ثلاث لهجات رئيسية: لهجة شتوكافسكي وهي تعد الكرواتية القياسية، ولهجات تشاكافسكي وكايكافشتشينا تتميز بها المعاجم والقواميس وعلم الأصوات وبناء الجملة.
من عام 1961 حتى عام 1991 كانت اللغة الرسمية هي الصربية الكرواتية. المتغيرات بين الكرواتية والصربية لم يكن معترف بها رسمياً في ذلك الوقت، ولكن كان يُشار لكن منها إلى الصربية الكرواتية الشرقية في صربيا والصربية الكرواتية الغربية أي في كرواتيا، فقد كانت الحروف الهجائية أيضاً مختلفة، فالكرواتية تكتب بالحروف اللاتينية والصربية تكتب بالحروف السيريلية. كذلك تأثرت الكرواتية كثيراً بتأثيرات أجنبية، كما كانت اللغة عرضة للتطور والتغيّر خصوصاً من قِبل حتم كرواتيا في الماضي وتأثرها باللغات الألمانية النمساوية. لاحقاً تم تغيير الكلمات المجرية والإيطالية والتركية وغيرت إلى كلمات السلافية. كذلك كانت الجهود المبذولة في السابق لفرض سياسات لتغيير الكرواتية وضمها للصربية لتصبح الصربية الكرواتية أو السلافية الجنوبية لاقت مقاومة من الكروات لتهديدها النقاء اللغوي الكرواتي.
وكشف مسح دراسي عام 2009 أن 78% من الكروات يدّعون معرفة لغة أجنبية واحدة على الأقل. ووفقاً لمسح دراسي بتكليف من المفوضية الأوروبية في عام 2005، أفاد أن 49% من الكروات يتحدثون الإنجليزية كلغة ثانية، و34% يتحدثون الألمانية، و14% يتحدثون الإيطالية. ويتحدث الفرنسية والروسية بنسبة 4% لكل منهما، و2% من الكروات يتكلمون الإسبانية كذلك. وهناك نسبة كبيرة من السلوفينيين (59%) لديهم معرفة باللغة الكرواتية.

### التعليم

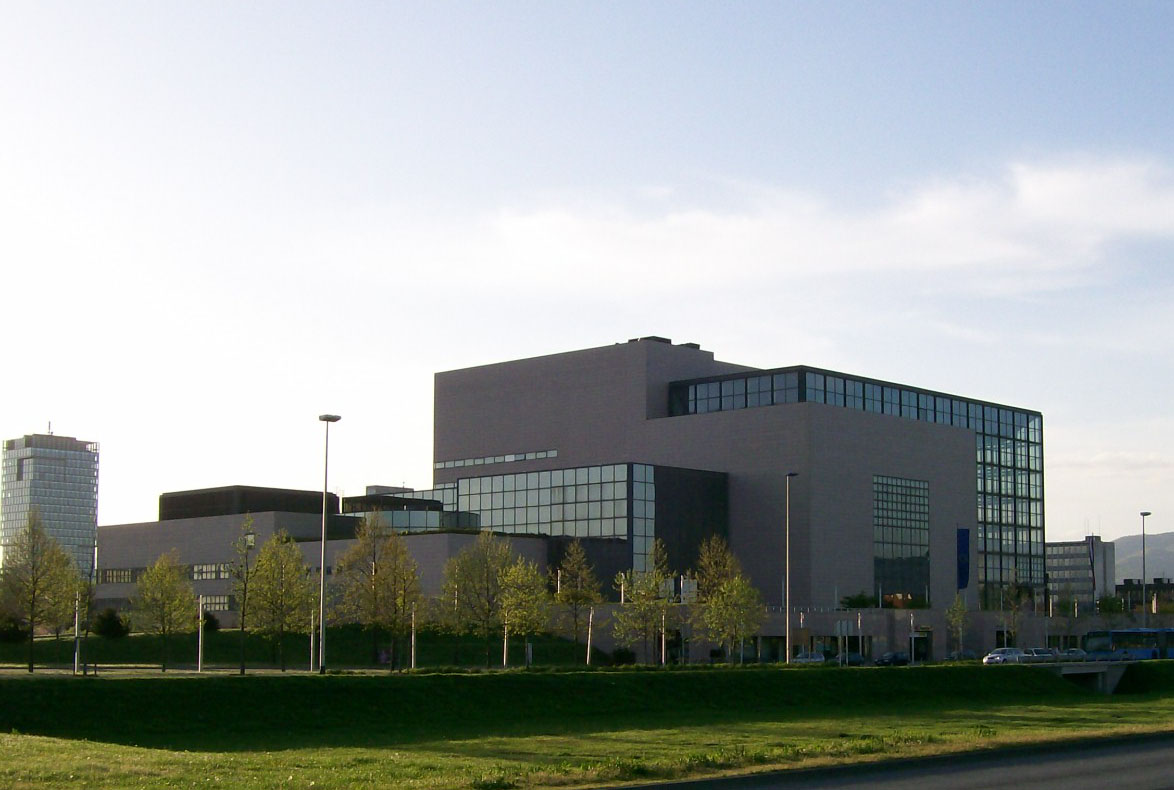
المكتبة المركزية بجامعة زغرب.

نسبة محو الأمية في كرواتيا 98.1% من جملة السكان. أفاد تعداد عام 2001 أن 15.7% من السكان فوق سن 14 سنة لم يكملوا تعليمهم الأساسي، و21.9% أكملوا تعليمهم الأساسي فقط، في حين 42.8% من السكان فوق سن 14 سنة درسوا في التعليم الفني و4.9% تلقوا تعليماً رياضياً. وبالنسبة للتعليم العالي فقد حصل 4.2% من السكان على شهادة البكالوريوس، في حين أن 7.5% حصلوا على درجة أكاديمية، وحصل 0.5% على درجات علمية في الدراسات العليا أو درجة الدكتوراه. سجلت كرواتيا نمواً كبيراً في السكان الذين حصلوا درجة أكاديمية بحلول عام 2008 مقارنة بالسابق، قدرت هذه الشريحة بـ 16.7% من مجموع السكان في سن 15 سنة وما فوق. في دراسة عالمية حول جودة المعيشة في مختلف البلدان التي نشرتها مجلة نيوزويك في أغسطس عام 2010؛ وضع نظام التعليم الكرواتي في المرتبة 22 مساوية بذلك النمسا في الترتيب. وفي عام 2004، أشارت التقديرات إلى أن 4.5% من الناتج المحلي الإجمالي للبلاد يُنفق على التعليم، في حين قدرت فترة الدراسة المتوقع إلى 14 عاماً في المتوسط. يبدأ التعليم الأساسي في كرواتيا في سن 6 أو 7 سنوات، ويتكون من ثماني صفوف، وهو إلزامي. في عام 2007 صدر قانون لزيادة التعليم الإلزامي المجاني ليكون حتى 18 سنة من العمر. اعتباراً من عام 2010، بلغ عدد مدارس التعليم الأساسي في كرواتيا 2,131 مدرسة، بجانب و713 مدرسة توفر مختلف أشكال التعليم الثانوي. التعليم الأساسي والثانوي يتوفران أيضاً في لغات الأقليات المعترف بها في كرواتيا، حيث تدرس مناهج باللغة التشيكية واللغات المجرية والإيطالية والصربية والألمانية.

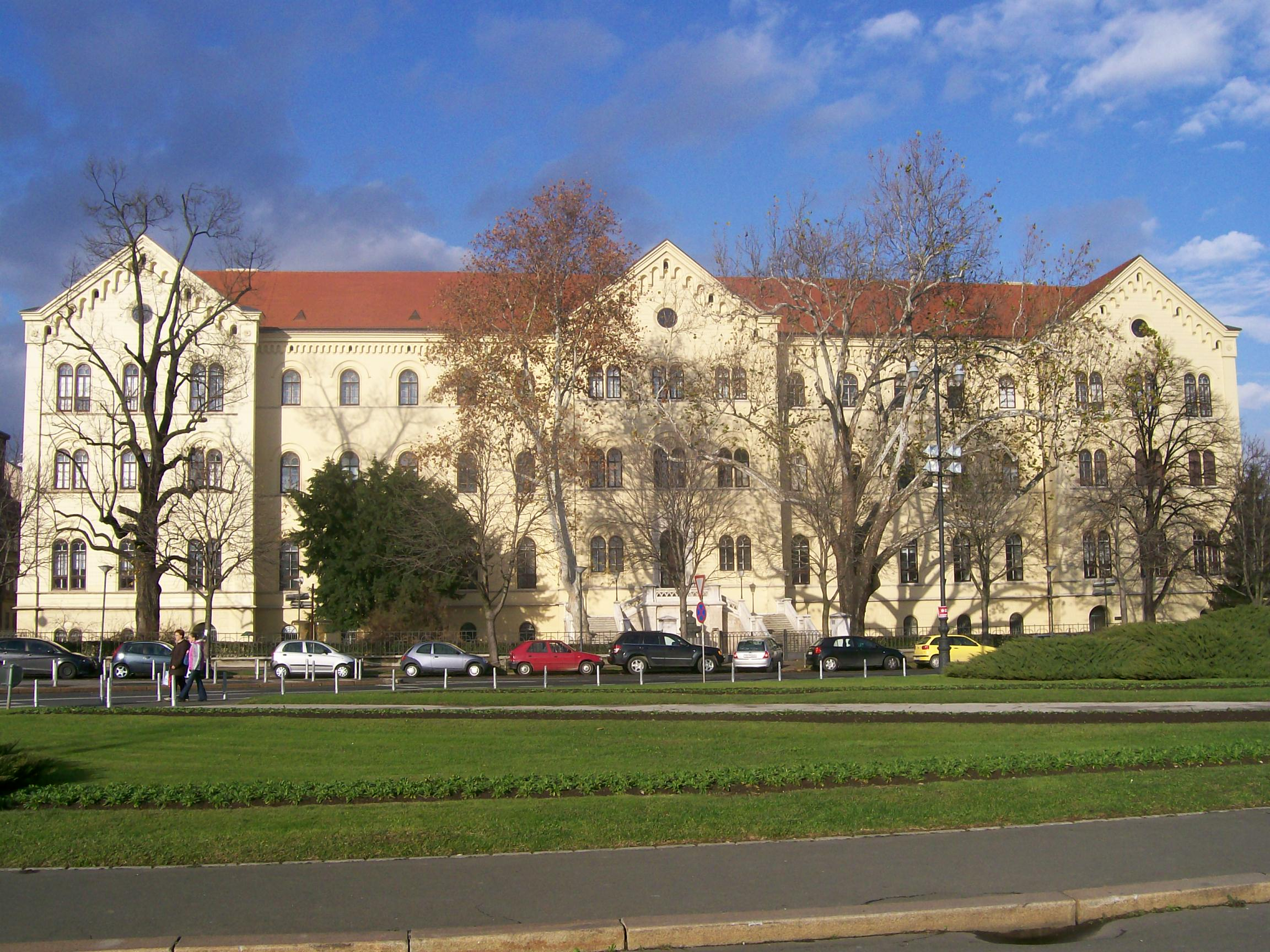
جامعة زغرب.

هناك 84 مستوى ابتدائي و 47 مستوى الموسيقى والفن على مستوى المدارس الثانوية، وكذلك 92 مدرسة للأطفال والشباب ذوي الاحتياجات الخاصة و74 مدرسة للبالغين. سمح بالامتحانات خارج البلاد لطلاب التعليم الثانوي في العام الدراسي 2009 - 2010. وهي تتألف من ثلاث مواد الإجبارية: اللغة الكرواتية والرياضيات بجانب لغة الأجنبية، مع مواد اختيارية وشرط أساسي للالتحاق بالتعليم الجامعي.
في كرواتيا ثماني جامعات: جامعة زغرب وجامعة سبليت وجامعة رييكا وجامعة أوسييك وجامعة زادار وجامعة دوبروفنيك وجامعة بولا وجامعة دوبروفنيك الدولية. أول جامعة في كرواتيا تأسست عام 1396 وظلت نشطة حتى عام 1807، عندما حل محلها تولت مؤسسات التعليم العالي الحديثة. أعيد فتح جامعة زغرب عام 2002  والتي تأسست عام 1669، هي أقدم جامعة مستمرة في العمل في جنوب شرق أوروبا. بكرواتيا 11 معهداً فنياً و23 مؤسسة تختص بالتعليم العالي؛ منهم 19 مؤسسة خاصة غير مملوكة للحكومة. إجمالياً هناك 132 مؤسسة تعليم عالي في كرواتيا، يدرس بهم أكثر من 145 ألف طالب وطالبة.
يعمل في كرواتيا حوالي 205 شركة ومؤسسة حكومية المنظمات غير الربحية المختصة بالبحث العلمي وتطوير التكنولوجيا. بجانب ذلك فقد أنفقت هذه المؤسسات أكثر 3 مليارات كونا كرواتية (حوالي 400,000,000 يورو) ويعمل بها 10,191 موظف بدوام كامل وذلك عام 2008. ومن بين المعاهد العلمية العاملة في كرواتيا معهد رودر بوسكوفيتش في زغرب. والأكاديمية الكرواتية للعلوم والفنون في زغرب بهدف تعزيز اللغة والثقافة والفنون والعلوم في المجتمع منذ إنشائها في عام عام 1866، وهي تضم علماء كرواتيا والمخترعين الحائزين على جائزة نوبل.
احتلت كرواتيا المرتبة 44 في مؤشر الابتكار العالمي عام 2023، وتقدمت للمركز 43 في مؤشر عام 2024.

### الصحة

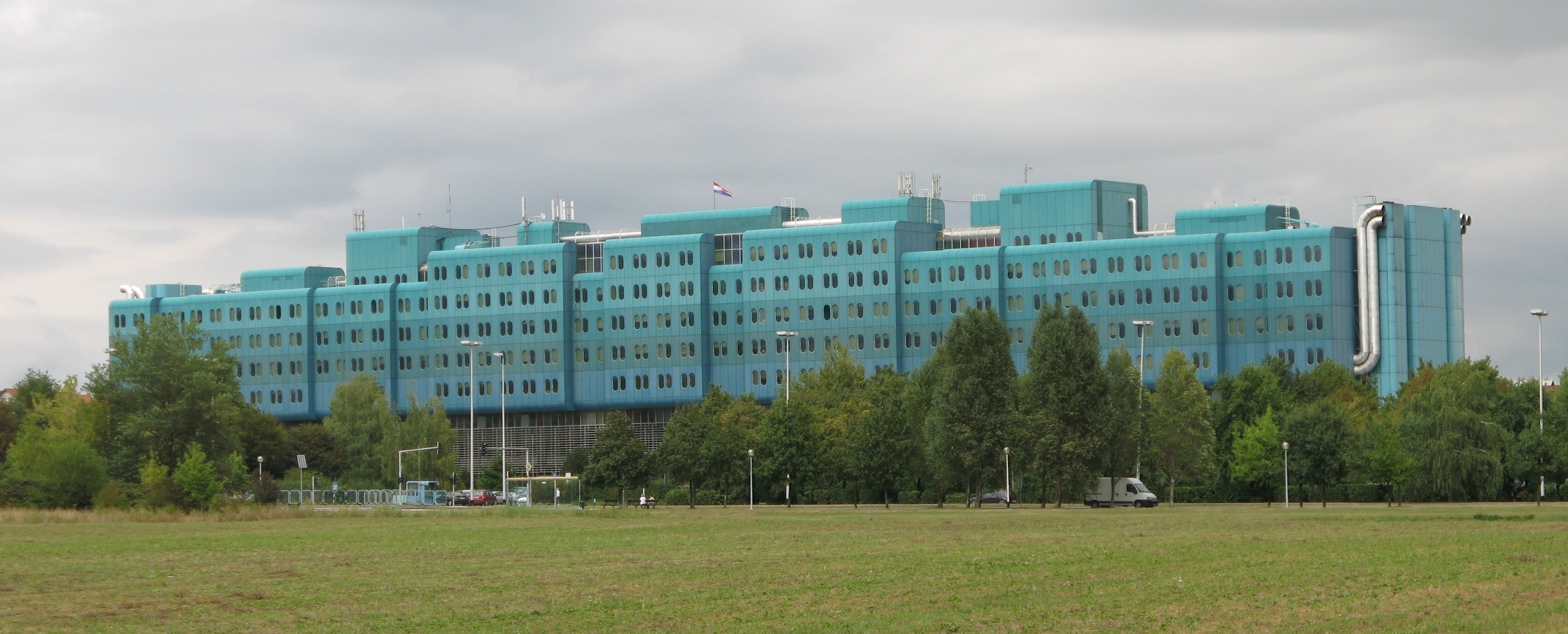
مستشفى دوبرافا في زغرب.

كرواتيا لديها نظام رعاية صحيّة شامل، جذور هذا النظام ترجع إلى قانون البرلمان المجري الكرواتي عام 1891، وبذلك يتوفر شكل من أشكال التأمين الإلزامي لجميع عمال المصانع والحرفيين. يتم تغطية السكان من قبل نظام الرعاية الصحية الأساسية ضمن خطة التأمين التي يقدمها النظام الأساسي والتأمين الاختياري. في عام 2009، بلغت النفقات المتعلقة بالرعاية الصحية السنوية 20.6 مليار كونا (20.6 مليار يورو). تشمل النفقات الصحية 0.6% فقط من التأمين الصحي الخاص والإنفاق العام. وفي عام 2010، أنفقت كرواتيا 6.9% من ناتجها المحلي الإجمالي على الرعاية الصحية، وهو ما يمثل انخفاض بحوالي 8% عن عام 2008، بينما جاء 84% من الإنفاق على الرعاية الصحية من مصادر عامة. ووفقاً لمنظمة الصحة العالمية، كرواتيا تحتل المرتبة 50 بالنسبة لدول العالم من حيث متوسط العمر المتوقع.
هناك المئات من مؤسسات الرعاية الصحية في كرواتيا، بما في ذلك 79 مستشفى وعيادة و23,967 سرير. المستشفيات والعيادات تشمل الرعاية لأكثر من 700 ألف مريض سنوياً، وتوظف 5,205 من الأطباء؛ بما في ذلك 3,929 المتخصصين. بجانب ذلك، بكرواتيا 6,379 عيادة خاصة، وما مجموعه 41,271 من العاملين في مجال الصحة في البلاد. كما يبلغ عدد وحدات الخدمات الطبية الطارئة 63 وحدة.
مرض القلب والأوعية الدموية كان يعد السبب الرئيسي للوفاة في كرواتيا عام 2008، حيث بلغت النسبة في الذكور 43.5% و57.2% للإناث، تليها أمراض الأورام بنسبة 29.4% للذكور و21.4% للإناث. الإصابات تعد من الأسباب الرئيسية الأخرى للوفاة، كذلك حالات التسمم والأسباب الخارجية الأخرى (7.7% من الذكور و3.9% من الإناث، وأمراض الجهاز الهضمي (5.7% من الذكور و3.6% من الإناث، وأمراض الجهاز التنفسي (5.1% من الذكور و3.5% من الإناث) والغدد الصماء والأمراض الغذائية (2.1% من الذكور و3.0% من الإناث). في عام 2009 أصيب 13 كرواتي بفيروس نقص المناعة البشرية (الإيدز) بجانب 6 أشخاص ماتوا من نفس المرض. وفي عام 2008 قدرت منظمة الصحة العالمية أن 27.4% من الكروات فوق سن 15 عاماً هم من المدخنين. ووفقاً لمنظمة الصحة العالمية بحسب بيانات 2003 أن 22% من السكان البالغين يعانون من السمنة المفرطة.

## الثقافة
لها جذور في تاريخ طويل: تم الشعب الكرواتي تسكن المنطقة لأربعة عشر قرنا، ولكن هناك بقايا مهمة من فترات سابقة لا تزال محفوظة في البلاد.
بسبب موقعها الجغرافي، كرواتيا يمثل مزيجا من أربعة مجالات ثقافية مختلفة. لقد كانت مفترق طرق من تأثيرات الثقافة الغربية والشرقية على الإطلاق منذ تقسيم الإمبراطورية الرومانية الغربية والإمبراطورية البيزنطية، وكذلك من الميل إلى أوروبا الوسطى وثقافة البحر الأبيض المتوسط. وكانت الحركة الإيليرية الفترة الأكثر أهمية من التاريخ الثقافي الوطني، والفترة القرن ال19 ثبت حاسمة في التحرر من اللغة الكرواتية وشهد تطورات غير مسبوقة في جميع مجالات الفن والثقافة، مما أدى إلى عدد من الشخصيات التاريخية. أبرزها، كرواتيا لها مكان في التاريخ من الملابس كما أصل ربطة عنق، تمهيدا لربطة العنق الحديثة.

### الفنون والأدب
يعد ماركو ماروليتش وميروسلاف كرليجا هم أشهر الأدباء الكروات.

### الإعلام

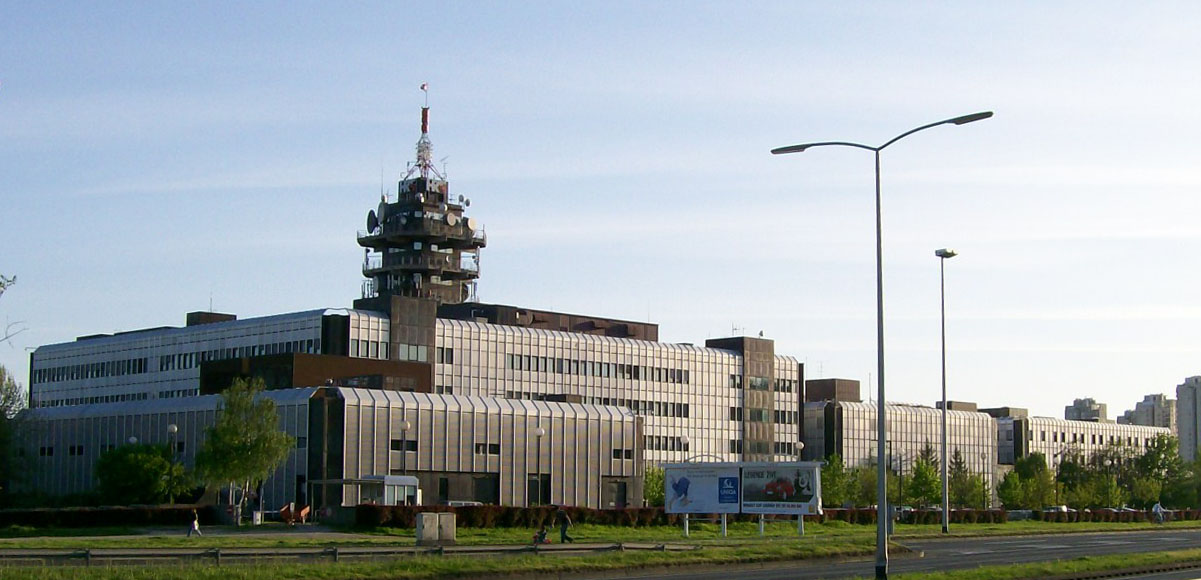
راديو زغرب، الآن هو جزء من هيئة الإذاعة والتلفزيون الكرواتية، ويُعد أول محطة إذاعية في جنوب شرق أوروبا.

تكفل حرية الصحافة وحرية التعبير في الدستور الكرواتي. كرواتيا في المرتبة 62 في تقرير مؤشر حرية الصحافة 2010 التي جمعتها منظمة مراسلون بلا حدود. ووكالة الأنباء المملوكة للدولة «هينا» تقدم خدماتها باللغات الكرواتية والإنجليزية في السياسة والاقتصاد والمجتمع والثقافة.
على الرغم من الأحكام الثابتة في الدستور، تم تصنيف حرية الصحافة والتعبير في كرواتيا بوصفها حرة جزئياً منذ عام 2000 من قبل مؤسسة فريدوم هاوس، وهي منظمة مستقلة غير حكومية تراقب حرية الصحافة في جميع أنحاء العالم. وبالتحديد قد صنفت البلاد في المرتبة 85 ضمن 196 دولة، وتقرير فريدوم هاوس عام 2011 لاحظ تحسين التشريعات والعمل بها؛ وذلك يعكس انضمام كرواتيا إلى الاتحاد الأوروبي، وأشار إلى حالات محاولات السياسيين لعرقلة الصحافة ونفوذها وكذلك تقارير صحفية ومحتويات التحقيقات؛ والصعوبات المتعلقة بوصول الجمهور إلى المعلومات. ويُسيطر معظم سوق وسائل الإعلام المطبوعة من قبل يوروبرس القابضة والمجموعة الإعلامية النمساوية «ستيريا». أشارت تقارير منظمة العفو الدولية أنه في عام 2009 في كرواتيا كانت هناك زيادة في عدد من الاعتداءات الجسدية وقتل الصحفيين. ومعظم الحوادث التي ارتكبت أساساً ضد الصحفيين تدخل في دائرة الجريمة المنظمة.
بحسب إحصاء أكتوبر 2011، فإن هناك تسعة قنوات تليفزيونية وطنية مجانية، منها ما هو ضمن هيئة الإذاعة والتلفزيون الكرواتية، وقناتي لكل من تليفزيون نوفا وتليفزيون ر.ت.ل، والثلاثة قنوات الباقية تديرها اللجنة الأولمبية الكرواتية. بالإضافة إلى ذلك هناك 21 قناة تلفزيون الإقليمية ومحلية. ووهيئة الإذاعة والتيلفزيون الكرواتية تبث كذلك قناة فضائية. وبحسب إحصاء في عام 2009، ففي البلاد 146 محطة إذاعية و21 محطة تلفزيونية. التلفزيون الكابلي وشبكات البث التلفزيوني عبر الإنترنت لها وضع جيد في البلاد، وشبكات تليفزيون الكابل تخدم بالفعل 450 ألف شخص، أي حوالي 10% من مجموع سكان البلاد.
هناك 314 صحيفة و2,678 مجلة تنشر في كرواتيا. ويهيمن على سوق وسائل الإعلام المطبوعة يوروبرس القابضة ومجموعة ستيريا الإعلامية لنشرهم صحفاً يومية. ومن الصحف الأخرى المؤثرة هي نوفي وسلوبودنا دالمتشيا وفيسنيك المملوكة للدولة. ووفقاً لمسح أجري عام 2006، يوتارني ليست هي أكثر صحيفة يومية متداولة بين المواطنين.
بالنسبة لصناعة السينما الكرواتيّة في صغيرة ومدعومة بشكل كبير من قبل الحكومة، وذلك بحسب المنح المعتمدة من قبل وزارة الثقافة للأفلام؛ وتجري الكثير من الشراكات مع هيئة الإذاعة والتليفزيون الكرواتية. مهرجان بولا للأفلام هو الحدث الوطني الأكثر شهرة وطنياً والذي يُعقد سنوياً في بولا لتقديم جوائز لأفلام من إنتاج وطني أو دولي. وقد تحقق أعظم إنجاز من قبل صناع السينما الكرواتية عندما حصل دوشان فوكوتيتش على جائزة الاوسكار سنة 1961 عن أفضل فيلم رسوم متحركة قصير.

### المطبخ

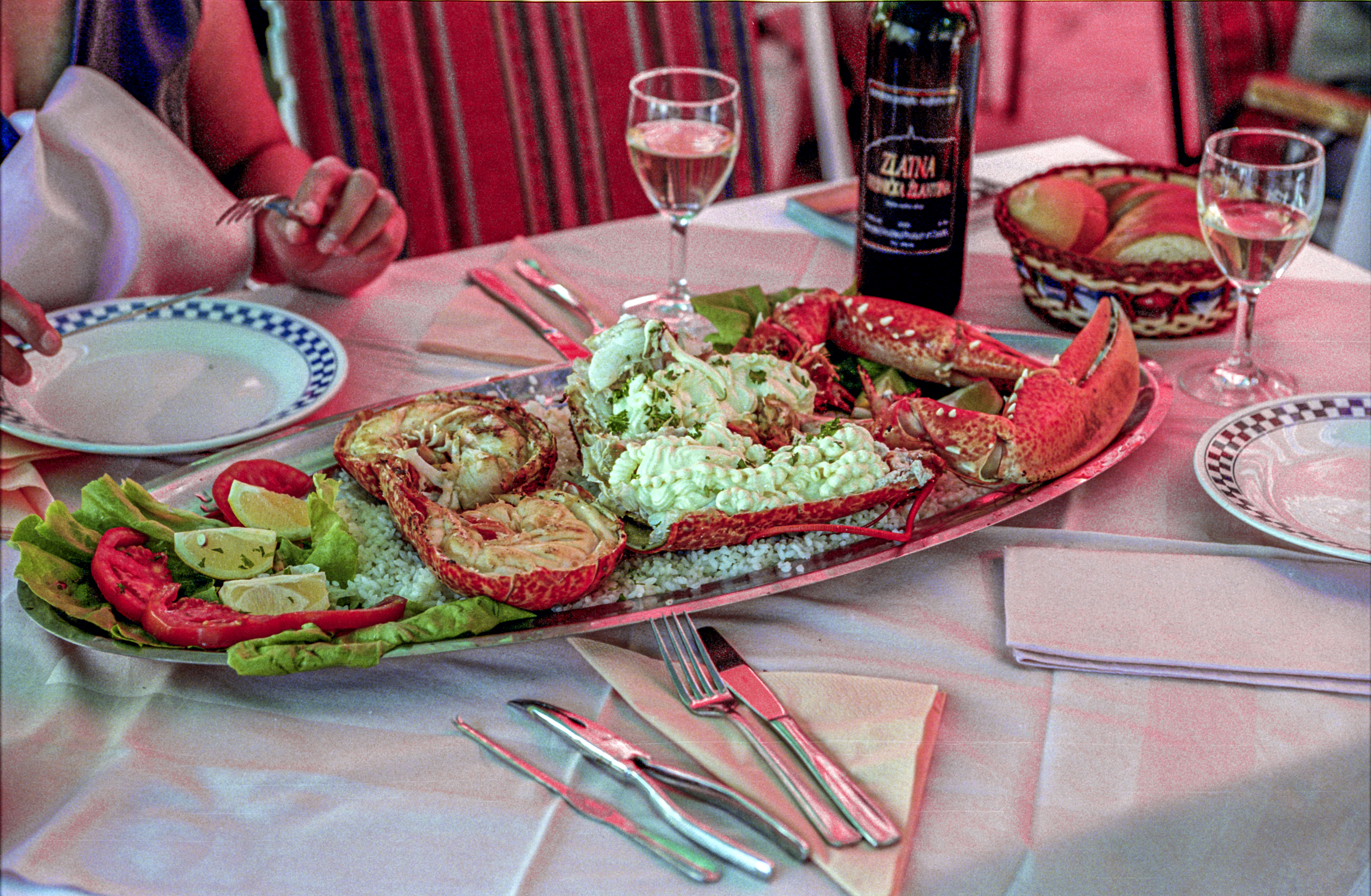
جراد البحر من دالماتيا.

المطبخ التقليدي الكرواتي يختلف من منطقة إلى أخرى. فمثلاً مناطق دالماسيا واستريا متأثرين بأساليب الطهي في المطابخ المتوسطية والإيطالية خاصةً بالنسبة للمأكولات البحرية المختلفة والخضار المطبوخة والمكرونة، وكذلك التوابل مثل زيت الزيتون والثوم. ويتأثر المطبخ التقليدي بأساليب الطهي المجرية والنمساوية والتركية على وجه الخصوص، خاصةً في الأكلات المتعلقة باللحوم وأسماك المياه العذبة وأطباق الخضار.
هناك نوعان من المناطق المنتجة للنبيذ متميزة في كرواتيا، في شمال شرق البلاد وعلى طول الساحل الاستري؛ والتي تنتج خموراً مماثلة للخمور الإيطالية. في حين أن في الجنوب في دالماسيا ينتجون النبيذ الأحمر على الطراز المتوسطي بشكل أساسي. الإنتاج السنوي من النبيذ يتجاوز 140 مليون لتر، وكانت كرواتيا حتى اواخر القرن الثامن عشر لأعلى استهلاكاً للبيرة تقريباً على مستوى العالم. وكان الاستهلاك السنوي من البيرة عام 2008 حوالي 83.3 لتر/نسمة، وذلك المعدل جعل كرواتيا في تحتل رقم 15 بين الدول في قائمة الأعلى استهلاكاً للبيرة في العالم.

### الرياضة

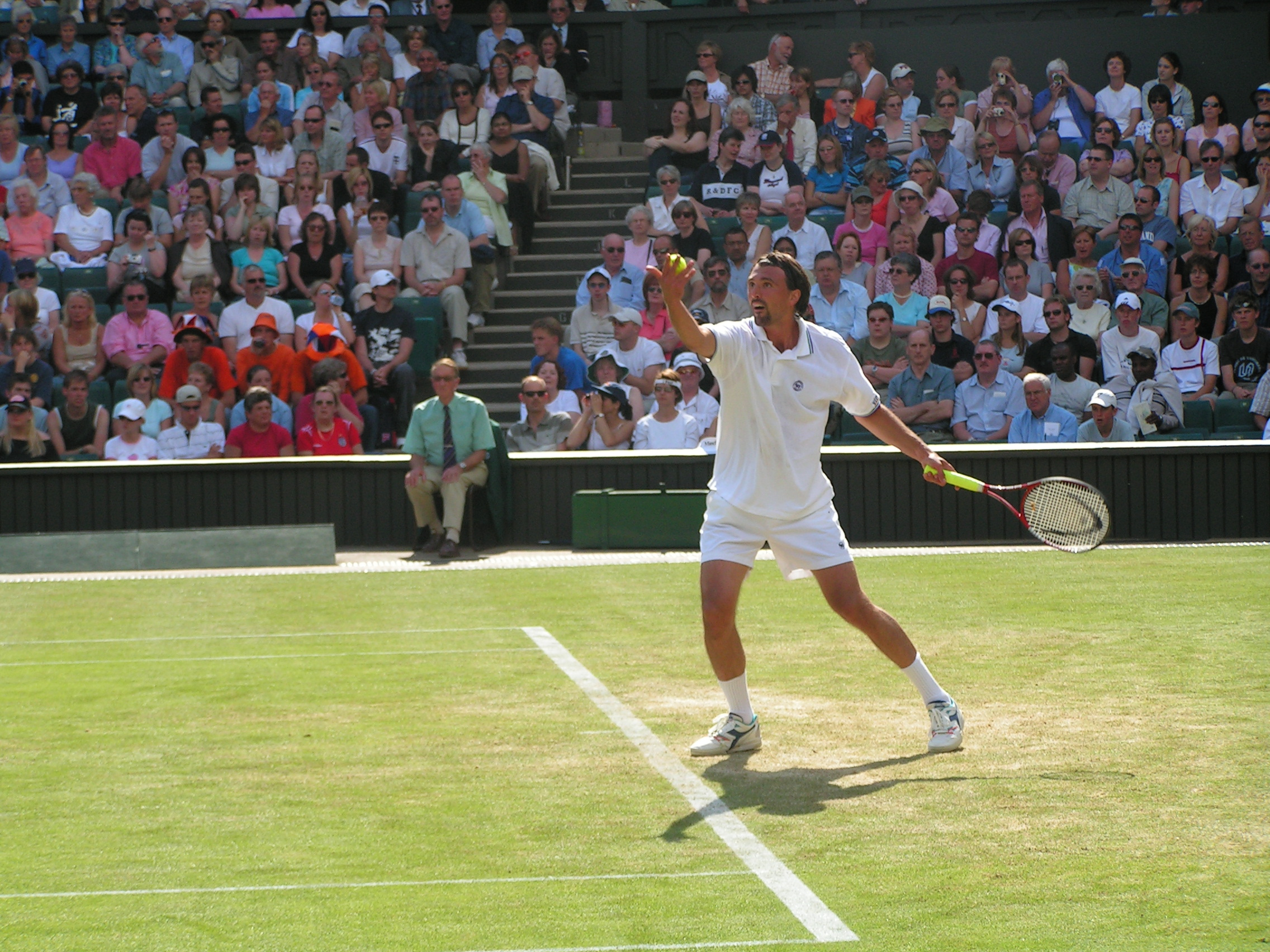
نجم كرة المضرب الكرواتي غوران ايفانيسيفيتش في بطولة ويمبلدون 2004

هناك أكثر من 400,000 رياضي نشط في كرواتيا. ومن بين هذا العدد حوالي 277,000 عضو في الاتحادات الرياضية وما يقرب من 4,000 عضو في جمعيات الشطرنج. كرة القدم هي الرياضة الأكثر شعبية في البلاد، والاتحاد الكرواتي لكرة القدم يضم حوالي 118,000 لاعب مسجّّل، وبذلك هي أكبر جمعية رياضية في البلاد. الدوري الكرواتي الممتاز لكرة القدم يجذب أعلى متوسط حضور أكثر من أي دوري رياضي آخر في البلاد. في موسم 2010 - 2011، شاهد الدوري حوالي من 458,746 متفرج.
حصل الرياضيين الكرواتيين المتنافسين في المحافل الدولية منذ استقلال كرواتيا عام 1991م على ما مجموعه 34 ميدالية أولمبية، بما في ذلك عشرة ميداليات ذهبية، في دورة الألعاب الأولمبية الصيفية عام 2012م في رمي القرص والرماية وكرة الماء. في دورة الألعاب الأولمبية الصيفية عام 1996م ودورة الألعاب الأولمبية الصيفية لعام 2004م في كرة اليد، وفي دورة الألعاب الأولمبية الصيفية عام 2000م في رفع الأثقال وأربع ميداليات ذهبية في التزلج الألبي في دورة الألعاب الأولمبية الشتوية لعام 2002 ودورة الألعاب الأولمبية الشتوية لعام 2006. وبالإضافة إلى ذلك، حصل الرياضيون الكرواتيين على 13 ميدالية ذهبية في بطولات عالمية، من بينهم اثنان في ألعاب القوى في بطولة العالم لألعاب القوى في عاميّ 2007 و2009، أحدهما في بطولة العالم لكرة اليد للرجال عام 2003م وبطولة العالم لكرة الماء عام 2007م. وواحدة في بطولة السباحة وواحدة أخرى في بطولة العالم للتجديف عام 2010م، وستة في التزلج الألبي في جبال الألب بطولة العالم للتزلج التي أقيمت في عاميّ 2003 و2005، واثنين في بطولة العالم للتايكوندو في عاميّ 2007 و2011. كذلك فاز رياضيو ألعاب القوى بكأس دافيس عام 2005.
استضافت كرواتيا العديد من المسابقات الرياضية الكبرى، بما في ذلك بطولة العالم لكرة اليد للرجال 2009، العالم وبطولة العالم لتنس الطاولة عام 2007، وبطولة العالم للتجديف عام 2000، عام 1987 بطولة الجامعات الصيفية، وألعاب البحر الأبيض المتوسط 1979 والعديد من البطولات الأوروبية. السلطة الرياضية التي تنظم في البلاد هي اللجنة الأولمبية الكرواتية، التي تأسست يوم 10 سبتمبر 1991، ومعترف بها من قبل اللجنة الأولمبية الدولية منذ 17 يناير 1992 في الوقت المناسب للسماح للرياضيين الكرواتيين للظهور في دورة الألعاب الأولمبية الشتوية في عام 1992 في ألبرتفيل وفرنسا التي تمثل دولة مستقلة حديثا لأول مرة في الألعاب الأولمبية.